# Chiến tranh Hoa Kỳ–Anh Quốc (1812)
Chiến tranh Hoa Kỳ - Anh Quốc, hay thường được biết đến với cái tên Chiến tranh năm 1812, là một cuộc chiến giữa các lực lượng quân đội Hoa Kỳ và quân đội Đế quốc Anh. Hoa Kỳ tuyên chiến vào năm 1812 vì nhiều nguyên nhân, trong đó có mong muốn được mở rộng vùng lãnh thổ Tây Bắc, những hạn chế về thương mại do cuộc chiến tranh mà nước Anh đang tiến hành chống lại Pháp gây ra, việc cưỡng bức các thủy thủ thương gia người Hoa Kỳ đi lính cho Hải quân Hoàng gia Anh, việc Anh hỗ trợ các bộ lạc da đỏ nhằm chống lại sự bành trướng của Hoa Kỳ, và sự phẫn nộ trước những hành động sỉ nhục danh dự quốc gia Hoa Kỳ của Anh trên hải phận quốc tế.
Cho đến năm 1814, Đế quốc Anh cho áp dụng một chiến lược phòng thủ, đẩy lùi nhiều cuộc tấn công của Hoa Kỳ tại các tỉnh Thượng và Hạ Canada. Tuy nhiên, quân đội Hoa Kỳ đã kiểm soát được hồ Erie vào năm 1813, chiếm đóng phần phía Tây Ontario, chấm dứt hy vọng thiết lập một khối Liên minh Da đỏ và xây dựng một nhà nước Da đỏ độc lập tại miền Trung Tây của Tecumseh. Phía Tây Nam, tướng Andrew Jackson cũng đánh bại được nhà nước Creek trong trận Horseshoe Bend năm 1814. Nhưng sau thất bại của Napoleon, người Anh đã tiến hành một chiến lược tích cực hơn, huy động thêm 3 binh đoàn lớn cùng với nhiều đơn vị quân khác đến trợ chiến. Thắng lợi của người Anh trong trận Bladensburg tháng 8 năm 1814 giúp họ dễ dàng chiếm đóng và phóng hỏa đốt cháy thủ đô Washington D.C. Tuy nhiên sau đó, những chiến thắng của Hoa Kỳ vào tháng 9 năm 1814 và tháng 1 năm 1815 đã đẩy lui được các cuộc tiến công khác của Anh tại Baltimore, New York và New Orleans.
Cuộc chiến đã diễn ra trên ba mặt trận. Trên biển, tàu chiến và tàu cướp biển của cả hai bên tấn công các tàu buôn của nhau, trong khi người Anh phong tỏa bờ biển Đại Tây Dương của Hoa Kỳ và tiến hành các cuộc đột kích quy mô lớn trong giai đoạn sau của cuộc chiến. Các trận đánh nổ ra tại vùng biên giới cả trên bộ lẫn trên biển, dọc theo Ngũ Đại Hồ và sông Saint Lawrence. Ở miền Nam và duyên hải vịnh Mexico, đã xảy ra những trận chiến lớn trên bộ, trong đó quân đội Hoa Kỳ tiêu diệt được các đồng minh Da đỏ của Anh và đánh bại lực lượng xâm lược Anh tại New Orleans.
Hoa Kỳ đã thắng trong nhiều trận hải chiến, chủ yếu là giao tranh giữa các tàu đi lẻ với tàu cướp biến Anh, và tại Ngũ Đại Hồ, đặc biệt là trong trận hồ Erie. Cả hai bên đều xâm chiếm vào lãnh thổ của nhau, nhưng đều thất bại hoặc chỉ thu được thắng lợi tạm thời. Đến cuối cuộc chiến, các phần lãnh thổ mà hai bên đều chiếm được của nhau đã được trao trả lại theo quy định của Hiệp ước Ghent.
Tại Hoa Kỳ, những trận đánh như trận New Orleans và trận phòng thủ Baltimore (nguồn cảm hứng cho lời bài quốc ca Hoa Kỳ, "Lá cờ ánh sao chói lọi") đã tạo nên tâm lý phấn khích trong cuộc "chiến tranh giành độc lập lần thứ hai" chống lại nước Anh. Nó đã mở ra một "Kỷ nguyên của những điều tốt lành", khi mà những sự thù địch đảng phái trong nước gần như biến mất. Canada cũng bắt đầu nổi lên trong chiến tranh với một ý thức quốc gia và sự đoàn kết được tăng cường. Ở Anh ngày nay, cuộc chiến này ít được nhớ đến và thường được coi là một diễn biến phụ của cuộc chiến tranh Napoleon diễn ra ở châu Âu. Nó đã giúp mở ra một thời đại quan hệ và thương mại hữu nghị với đất nước Hoa Kỳ.

## Nguyên nhân chiến tranh
Hoa Kỳ tuyên chiến với Anh bởi một số lý do sau:

### Căng thẳng Thương mại
Năm 1807, người Anh đã cho áp dụng một loạt các hạn chế thương mại theo nội dung của một loạt Chỉ thị Hội đồng để cản trở sự giao thương buôn bán giữa châu Mỹ với nước Pháp mà Anh đang có chiến tranh. Và Hoa Kỳ cho rằng những hạn chế này là bất hợp pháp theo như luật lệ quốc tế.
Người Anh không muốn để cho Hoa Kỳ giao lưu thương mại với Pháp, bất chấp vị thế trung lập của họ. Như tác giả Reginald Horsman đã giải thích:
| “ | Một phần lớn bộ phận dư luận có ảnh hưởng của người Anh, cả trong chính phủ và nhân dân, nghĩ rằng Hoa Kỳ đã trở thành một mối đe dọa đối với uy thế tuyệt đối về hàng hải của nước Anh. | ” |

Đội tàu buôn Hoa Kỳ đã phát triển gần gấp đôi từ năm 1802 đến năm 1810, khiến Hoa Kỳ trở thành nước có hạm đội trung lập lớn nhất thế giới. Anh là đối tác thương mại lớn nhất, tiếp nhận 80% tổng số vải và 50% các hàng xuất khẩu khác của Hoa Kỳ. Công chúng và báo chí Anh không bằng lòng trước sự cạnh tranh buôn bán và thương mại ngày càng tăng. Còn theo quan điểm của Hoa Kỳ thì Anh đang vi phạm rõ ràng quyền buôn bán với các nước khác của một quốc gia trung lập của họ.

### Cưỡng bách tòng quân
Trong chiến tranh Napoleon, Hải quân Hoàng gia Anh đã phát triển tổng cộng lên đến 175 tàu chiến tuyến và 600 tàu thủy, và lực lượng này đòi hỏi cần tới 140.000 thủy thủ. Lúc thời bình, Hải quân Hoàng gia có thể huy động quân tình nguyện cho hạm đội của mình, nhưng trong chiến tranh, khi nguồn nhân lực thủy thủ có nhiều kinh nghiệm ít ỏi bị cạnh tranh bởi các tàu buôn và tàu cướp biển, họ phải chuyển qua áp dụng cưỡng bức tòng quân bởi không thể chỉ cung cấp mỗi quân tình nguyện cho đội tàu được nữa. Uớc tính có khoảng 11.000 thủy thủ nhập tịch trên các tàu của Hoa Kỳ vào năm 1805 và Bộ trưởng Ngân khố Albert Gallatin nói rằng trong số đó có 9.000 người là sinh ra tại Anh. Hải quân Hoàng gia truy tìm họ bằng cách chặn và lục soát các tàu buôn Hoa Kỳ. Những hành động đó, đặc biệt là trong sự kiện Chesapeake–Leopard, đã gây phẫn nộ cho người Hoa Kỳ. Họ coi việc cưỡng bách tòng quân như là một sự xúc phạm quá đáng, bởi vì nó thể hiện sự xâm phạm chủ quyền quốc gia và phủ nhận quyền của Hoa Kỳ trong việc cho người nước ngoài nhập tịch.
Hoa Kỳ tin rằng những người đào ngũ của Anh có quyền được trở thành công dân Hoa Kỳ. Nước Anh không công nhận quyền công dân nhập tịch của Hoa Kỳ, do đó, ngoài việc bắt lại những người đào ngũ, họ cho rằng những công dân Hoa Kỳ gốc Anh vẫn phải chịu nghĩa vụ tòng quân cho Anh. Việc sử dụng rộng rãi giấy tờ giả mạo danh tính trong giới thủy thủ đã làm tình hình thêm trầm trọng. Điều này khiến Hải quân Hoàng gia thêm khó khăn trong việc phân biệt người Mỹ với người nước khác và dẫn đến việc bắt đi lính cả những người Mỹ không phải gốc Anh (một số trong đó đã được tự do nhờ khiếu nại). Người Mỹ tức giận khi việc cưỡng bức tòng quân phát triển lớn hơn với việc các tàu của Anh đóng ngay bên ngoài cảng của Hoa Kỳ, trên lãnh hải Hoa Kỳ và khám xét tàu thuyền để tìm hàng lậu và bắt lính ngay trong tầm nhìn từ các bờ biển Hoa Kỳ. "Tự do thương mại và quyền của thủy thủ" đã trở thành một khẩu hiệu của phía Hoa Kỳ trong suốt cuộc xung đột.

### Anh hỗ trợ các cuộc cướp bóc của dân Da đỏ

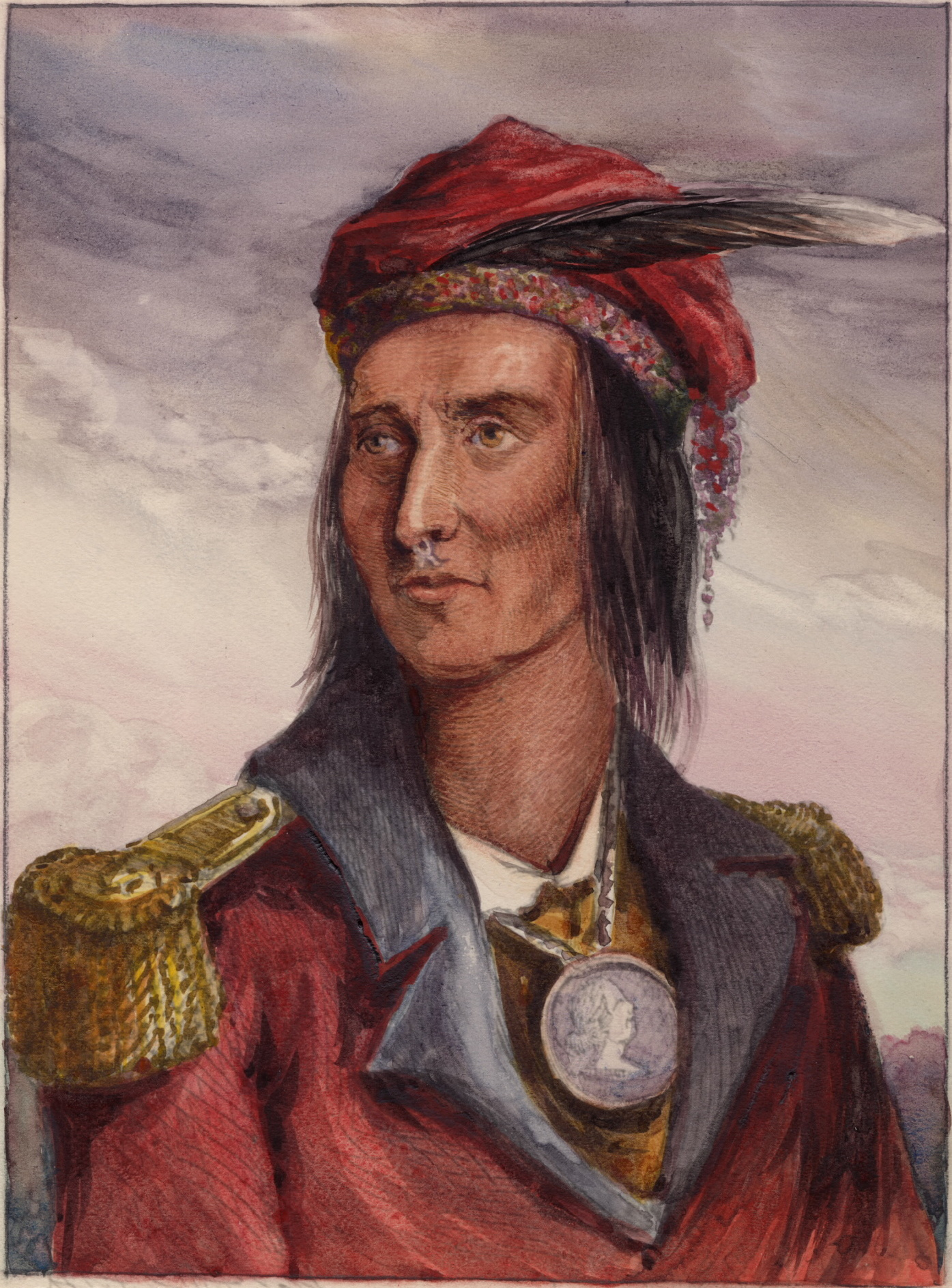
Tecumseh, nhà lãnh đạo của Liên minh Da đỏ

Vùng lãnh thổ Tây Bắc, bao gồm các bang Ohio, Indiana, Illinois, Michigan, và Wisconsin ngày nay, đã trở thành một khu vực tranh chấp giữa các bộ tộc Da đỏ với Hoa Kỳ kể từ khi Sắc lệnh Tây Bắc được thông qua năm 1787. Đế quốc Anh đã nhượng lại khu vực này cho Hoa Kỳ theo Hiệp định Paris năm 1783. Các bộ tộc da đỏ đã nghe theo Tenskwatawa (anh em của Tecumseh, nhà tiên tri của tộc Shawnee), người đã nhìn thấy việc thanh lọc xã hội mình bằng cách trục xuất "những đứa con của Linh hồn Tội lỗi" (ám chỉ người Mỹ khai hoang). Tenskwatawa và Tecumseh đã thành lập một liên minh của rất nhiều bộ lạc để ngăn cản sự bành trướng của Hoa Kỳ. Người Anh xem các bộ lạc Da đỏ như những đồng minh quý giá, một tấm đệm cho các thuộc địa Canada của mình và đã cung cấp vũ khí cho họ. Các cuộc tấn công nhằm vào người Mỹ khai hoang ở vùng Tây Bắc đã làm trầm trọng hơn nữa những căng thẳng giữa Anh và Hoa Kỳ. Các cuộc cướp bóc của Liên minh Da đỏ đã gây cản trở cho Hoa Kỳ trong việc mở rộng tại những vùng đất canh tác giàu tiềm năng tại lãnh thổ Tây Bắc.
Người Anh có những mục tiêu lâu dài trong việc tạo ra một nhà nước Da đỏ "trung lập" lớn bao gồm phần lớn Ohio, Indiana và Michigan. Họ đã đưa ra yêu cầu này tại hội nghị hòa bình vào cuối mùa thu năm 1814, nhưng việc để mất quyền kiểm soát miền tây Ontario trong những trận đánh then chốt trên hồ Erie đã khiến cho Hoa Kỳ nắm được vùng đất trung lập nói trên.

### Chủ nghĩa bành trướng của Hoa Kỳ
Sự mở rộng tại lãnh thổ Tây Bắc của Hoa Kỳ đã bị gây cản trở bởi những nhà lãnh đạo bản địa như Tecumseh, người được nước Anh tiếp tế và khuyến khích. Người Mỹ tại biên giới phía tây đòi hỏi rằng sự can thiệp đó phải bị chấm dứt. Trước năm 1940, một số sử gia cho rằng chủ nghĩa bành trướng sang Canada của Hoa Kỳ cũng là một nguyên nhân chiến tranh; tuy nhiên, có một sử gia sau này đã viết:
"Hầu như tất cả các báo cáo trong giai đoạn 1811-1812 đều đã nhấn mạnh tầm ảnh hưởng của một nhóm người trẻ, được mệnh danh là những con Diều hâu Chiến tranh, đối với chính sách của Madison. Theo bức họa chuẩn mực, những người này là một nhóm khá ngông cuồng và hồ hởi giận dữ trước những thủ đoạn hàng hải của Anh, chắc chắn rằng người Anh đang khuyến khích người da đỏ và đoan chắc Canada là một vùng đất dễ dàng chinh phục và là một lựa chọn để thêm vào lãnh thổ quốc gia. Giống như tất cả các hình mẫu khác, có một số sự thật trong lớp kịch này; tuy nhiên, hầu hết vẫn là không chính xác. Đầu tiên, Perkins đã chỉ ra rằng các cuộc chiến tranh được ủng hộ luôn kéo dài hơn những cuộc chiến tranh chống đối. Thứ hai, sự quyến rũ của vùng Canadas đã trở nên ít giá trị hơn theo như hầu hết các nhà nghiên cứu gần đây."

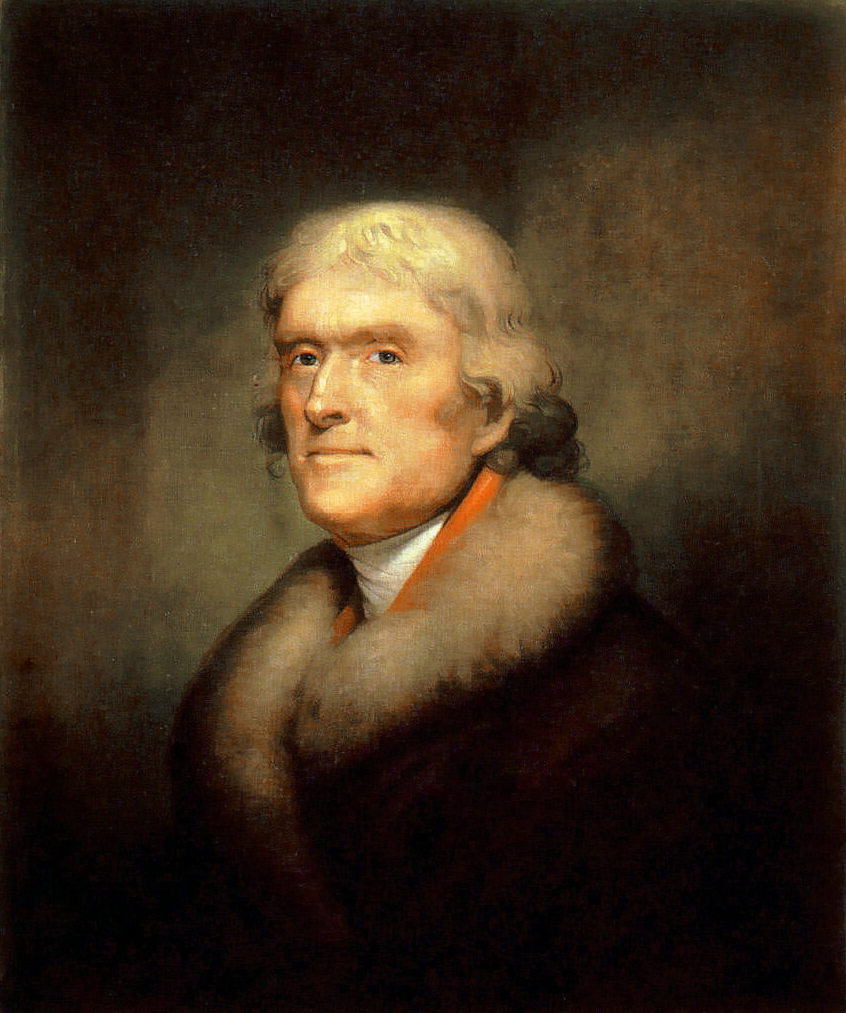
Chân dung Thomas Jefferson, tổng thống Hoa Kỳ từ 1801 đến 1809

Vào đầu thế kỷ 20, một số sử gia người Canada đã đưa ra quan điểm này và nó tồn tại trong quan điểm cộng đồng ở Ontario. Theo các cuốn sách của Stagg năm 1981 và 1983, Madison và các cố vấn của ông tin rằng cuộc chinh phục của Canada là dễ dàng và rằng tình trạng bức bách kinh tế sẽ đẩy người Anh đến giới hạn phải cắt đứt nguồn cung cấp thực phẩm cho các thuộc địa Tây Ấn của họ. Hơn nữa, việc sở hữu Canada sẽ là một con bài thương lượng có giá trị. Những người dân ở vùng biên giới yêu cầu chiếm lấy Canada không phải vì họ muốn đất, mà vì cho là người Anh đang vũ trang cho người da đỏ và do đó ngăn cản sự định cư của Hoa Kỳ ở miền Tây. Như Horsman đã kết luận: "Ý tưởng cho việc chinh phục Canada được đưa ra ít nhất là vào năm 1807 như là một phương cách buộc nước Anh thay đổi chính sách trên biển của mình. Cuộc chinh phục của Canada chủ yếu là một phương thức để tiến hành chiến tranh, chứ không phải là một lý do để bắt đầu nó." Hickey cũng thẳng thừng tuyên bố: "Mong muốn sáp nhập Canada không đem lại chiến tranh." Brown (1964) đã kết luận rằng: Mục đích của cuộc viễn chinh Canada là để phục vụ cuộc đàm phán, chứ không phải để sáp nhập Canada. Burt, một học giả hàng đầu của Canada, cũng hoàn toàn tán thành, và lưu ý rằng Foster-công sứ Anh tại Washington-cũng bác bỏ lập luận rằng việc sáp nhập của Canada đã là một mục tiêu chiến tranh. Tuy nhiên, một số sử gia như J. C. A. Stagg và Donald R. Hickey cũng tin rằng chính phủ Hoa Kỳ sau này đã trả lại cho Anh các vùng lãnh thổ chiếm được trong chiến tranh một cách miễn cưỡng.
Đa số cư dân ở vùng Thượng Canada (Ontario) là người sang sống lưu vong trong thời kỳ Cách mạng tại Hoa Kỳ hoặc là người nhập cư từ Hoa Kỳ sau chiến tranh. Họ chống đối lại việc hợp nhất với Hoa Kỳ, trong khi những người định cư khác dường như không quan tâm. Các thuộc địa Canada có dân cư sinh sống thưa thớt và chỉ được quân đội Anh phòng giữ lỏng lẻo. Người Mỹ tin rằng nhiều người ở Thượng Canada sẽ nổi dậy và chào đón quân đội Hoa Kỳ như những người giải phóng, nhưng điều đó đã không xảy ra. Một lý do khiến các lực lượng Hoa Kỳ rút lui sau một trận chiến thắng lợi trong lãnh thổ Canada là họ không thể có được nguồn cung cấp từ người dân địa phương. Nhưng người Mỹ đã từng nghĩ đến khả năng hỗ trợ của địa phương sẽ đem lại một cuộc chinh phục dễ dàng, như cựu Tổng thống Thomas Jefferson dường như tin tưởng trong năm 1812: "Việc giành được Canada trong năm nay, cho đến tận vùng lân cận Quebec, sẽ chỉ là vấn đề hành quân, và sẽ đem lại cho chúng ta những kinh nghiệm để tấn công vào Halifax, việc trục xuất kế tiếp và chung cuộc nước Anh ra khỏi lục địa châu Mỹ."
Một số quan chức Anh - và một số người Hoa Kỳ bất đồng chính kiến - chỉ trích rằng mục tiêu của cuộc chiến tranh này là sáp nhập một phần của Canada, nhưng họ không xác định được là phần nào. Các tiểu bang gần Canada nhất đã phản đối mạnh mẽ cuộc chiến tranh này.

## Tuyên chiến

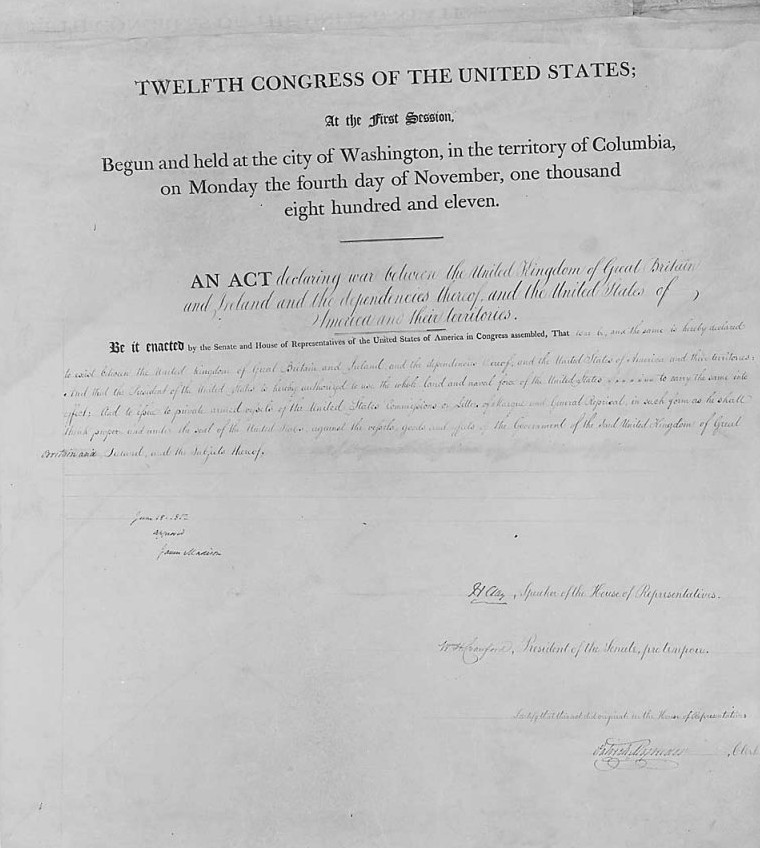
Lời tuyên chiến của Hoa Kỳ

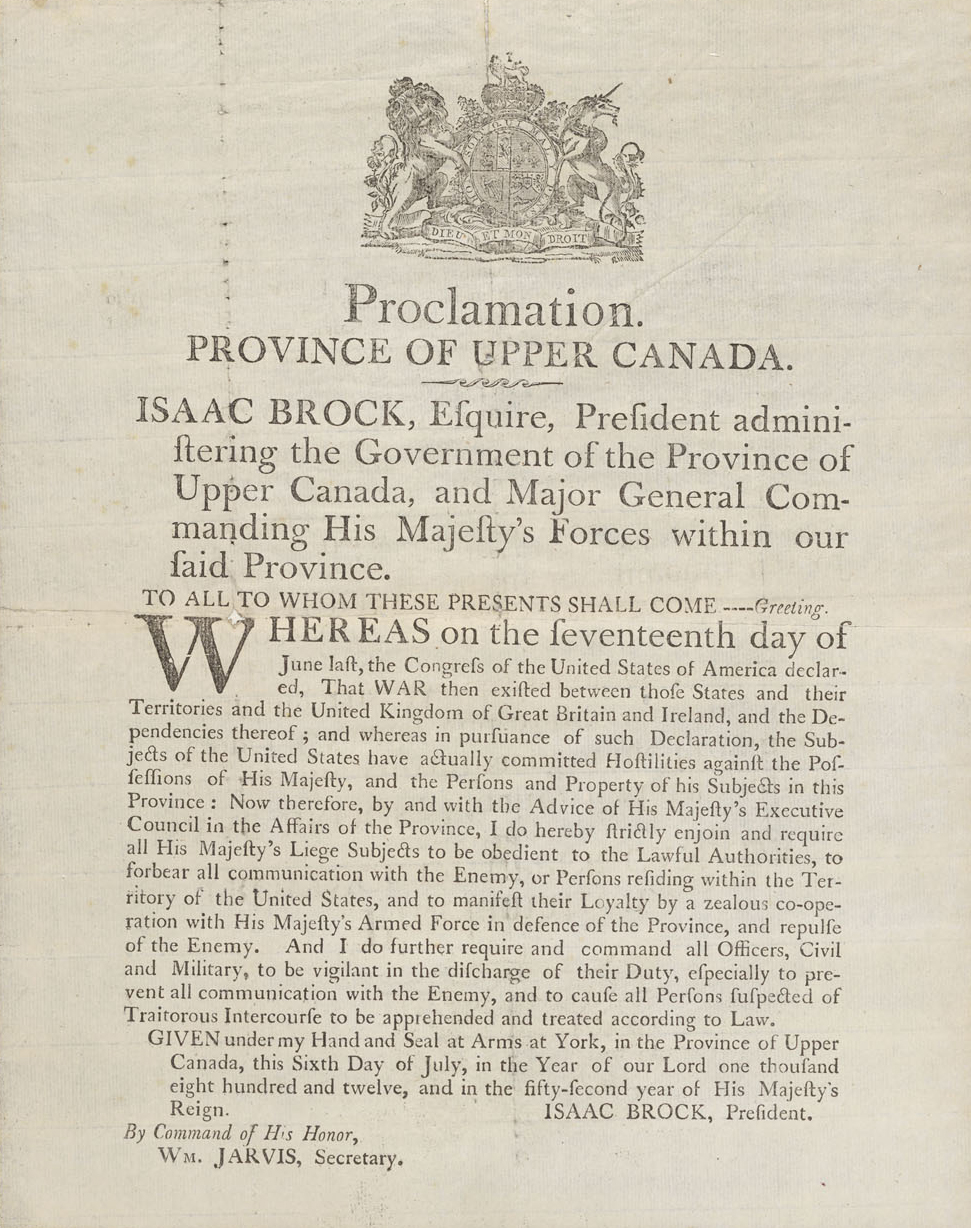
Lời đáp trả của Isaac Brock sau khi Hoa Kỳ tuyên chiến

Ngày 1 tháng 6 năm 1812, Tổng thống James Madison đã gửi một thông điệp đến Quốc hội Hoa Kỳ, thuật lại chi tiết những bất bình của người Mỹ đối với Vương quốc Anh, nhưng không đưa ra lời kêu gọi tuyên chiến rõ ràng. Sau khi nhận thông điệp của Madison, Hạ viện Hoa Kỳ đã theo luận bốn ngày trước khi bỏ phiếu thông qua việc tuyên bố chiến tranh với 79 phiếu thuận so với 49 phiếu chống, và Thượng viện đồng ý với tỷ lệ 19-13. Cuộc xung đột chính thức bắt đầu vào ngày 18 tháng 6 năm 1812 khi Madison ký dự thảo thành luật. Đây là lần đầu tiên Hoa Kỳ tuyên chiến với một quốc gia khác, và cuộc bỏ phiếu lần đó của Quốc hội là lần bỏ phiếu tuyên chiến sít sao nhất trong lịch sử Hoa Kỳ. Không một ai trong số 39 thành viên Đảng Liên bang trong Quốc hội bỏ phiếu ủng hộ chiến tranh; những người phản đối chiến tranh sau đó đã gọi đây là "Cuộc chiến tranh của Ngài Madison."
Trong khi đó tại London, ngày 11 tháng 5, Thủ tướng Anh Spencer Perceval bị ám sát; và Bá tước Robert Jenkinson đã lên nắm quyền. Jenkinson muốn có một mối quan hệ thiết thực hơn với Hoa Kỳ. Ông đã đưa ra việc bãi bỏ các Chỉ thị Hội đồng, nhưng người Hoa Kỳ không biết đến điều này, vì thông tin đã mất đến ba tuần để chuyển qua được Đại Tây Dương. Trong phản ứng trước lời tuyên chiến của Hoa Kỳ, Isaac Brock đã cảnh báo dân chúng ở vùng Thượng Canada về tình hình chiến tranh và kêu gọi tất cả quân nhân phải "thận trọng trong khi thi hành nhiệm vụ", để ngăn chặn việc tư thông với kẻ địch và bắt giữ bất cứ ai bị nghi ngờ tiếp tay cho người Mỹ.

## Diễn biến của cuộc chiến
Mặc dù sự bùng nổ của chiến tranh đã được thấy trước từ nhiều năm qua những tranh cãi ngoại giao, nhưng không bên nào thực sự sẵn sàng khi nó xảy đến.
Nước Anh lúc này đang dấn sâu vào cuộc chiến tranh Napoleon, phần lớn lục quân Anh đã tham gia cuộc Chiến tranh Bán đảo ở Tây Ban Nha, còn Hải quân Hoàng gia Anh phải bận rộn với việc phong tỏa hầu hết đường bờ biển châu Âu. Số quân chính quy Anh có mặt tại Canada vào tháng 7 năm 1812 theo công bố chính thức là 6.034 người và được hỗ trợ bởi lực lượng dân quân Canada. Trong suốt cuộc chiến, Bộ trưởng Chiến tranh và Các thuộc địa Anh là Bá tước Bathurst. Trong hai năm đầu, ông ta chỉ dành ra được một số quân ít ỏi để tăng viện cho chiến trường Bắc Mỹ và đã thuyết phục viên tổng tư lệnh tại đó là Trung tướng George Prévost duy trì một chiến lược phòng thủ. Bản tính thận trọng đã khiến Prévost nghe theo những chỉ dẫn này và tập trung cho việc dựa vào vùng Thượng Canada (vốn có nhiều nguy cơ bị Hoa Kỳ tấn công hơn) để bảo vệ Hạ Canada, trong khi chỉ cho phép tiến hành một số ít hoạt động tấn công.
Hoa Kỳ cũng không được chuẩn bị cho việc theo đuổi chiến tranh, vì tổng thống Madison cho rằng lực lượng dân quân nhà nước sẽ dễ dàng chiếm lấy Canada và rồi sau đó tiến hành đám phán. Trong năm 1812, lục quân chính quy chỉ có không đến 12.000 lính. Quốc hội đã cho phép mở rộng lục quân lên 35.000 người, nhưng là bằng phương pháp tự nguyện và không đại chúng; họ trả ít tiền và có rất ít các sĩ quan được đào tạo và có kinh nghiệm, ít nhất là lúc ban đầu. Dân quân phản đối việc phải phục vụ bên ngoài tiểu bang của họ, nên không tuân thủ kỷ luật và thể hiện kém cỏi khi chiến đấu với quân Anh ở các lãnh thổ khác. Việc tiếp tục chiến tranh của Hoa Kỳ trở nên trì trệ do tính chất không quần chúng của nó, đặc biệt là ở New England, nơi mà những người phát ngôn chống chiến tranh tỏ ra lớn tiếng nhất. Hai nghị sĩ người Massachusetts của Quốc hội là Seaver và Widgery, đã công khai xúc phạm và rít lên tại thị trường chứng khoán ở Boston; trong khi một người khác, Charles Turner, nghị sĩ của Plymouth và Chánh án của Tòa án Dân sự của quận đó, đã bị một đám đông bắt giữ tối ngày 3 tháng 8 năm 1812 và bị đá khắp thị trấn. Hoa Kỳ đã gặp khó khăn rất lớn trong công tác tài chính cho cuộc chiến. Họ đã cho giải thể ngân hàng quốc gia, còn các ngân hàng tư nhân ở vùng Đông Bắc thì phản đối chiến tranh. Việc New England không thực hiện cung cấp các đơn vị dân quân hoặc hỗ trợ tài chính cũng là một đòn nghiêm trọng. Nguy cơ ly khai từ các bang thuộc New England là rất lớn, như đã được chứng minh tại Hội nghị Hartford. Người Anh đã khai thác những sự chia rẽ này, họ chỉ phong tỏa các cảng phía Nam trong phần lớn thời gian của cuộc chiến và khuyến khích hoạt động buôn lậu.
Ngày 12 tháng 7 năm 1812, Tướng William Hull dẫn đầu một đội quân Hoa Kỳ với khoảng 1.000 dân quân chưa qua đào tạo với trang bị nghèo nàn vượt qua sông Detroit và chiếm đóng thành phố Sandwich của Canada (ngày nay là một vùng lân cận Windsor, Ontario). Đến tháng 8, Hull và quân đội của mình (đã tăng lên 2.500 người với sự bổ sung của 500 người Canada) đã rút về Detroit, tại đó họ đầu hàng một lực lượng gồm quân chính quy Anh, dân quân Canada và người bản đại Mỹ, dưới quyền Thiếu tướng Anh Isaac Brock và nhà lãnh đạo người Shawnee Tecumseh. Việc đầu hàng này làm mất của Hoa Kỳ không chỉ Detroit mà cả quyền kiểm soát hầu hết vùng lãnh thổ Michigan. Nhiều tháng sau, Hoa Kỳ đã phát động một cuộc xâm chiếm Canada lần thứ hai, lần này là tại bán đảo Niagara. Ngày 13 tháng 10, các lực lượng Hoa Kỳ một lần nữa bị đánh bại trong trận Queenston Heights, tại đó tướng Brock đã bị giết chết.
Giới lãnh đạo quân sự và dân sự Hoa Kỳ vẫn tỏ ra yếu kém cho đến năm 1814. Những thảm họa ban đầu, xảy ra chủ yếu vì Hoa Kỳ thiếu chuẩn bị và thiếu năng lực lãnh đạo, đã đẩy William Eustis ra khỏi chức vụ Bộ trưởng Chiến tranh. Người kế nhiệm ông là John Armstrong, Jr. đã cho thử một chiến lược phối hợp vào cuối năm 1813 (với 10.000 quân) nhằm đánh chiếm Montréal, nhưng ông đã bị cản trở bởi những khó khăn về hậu cần, các viên chỉ huy bất hợp tác và hay xung đột, và quân đội được huấn luyện kém. Sau khi bị thua nhiều trận chiến trước các lực lượng yếu hơn, quân Hoa Kỳ đã phải rút lui trong hỗn loạn vào tháng 10 năm 1813.

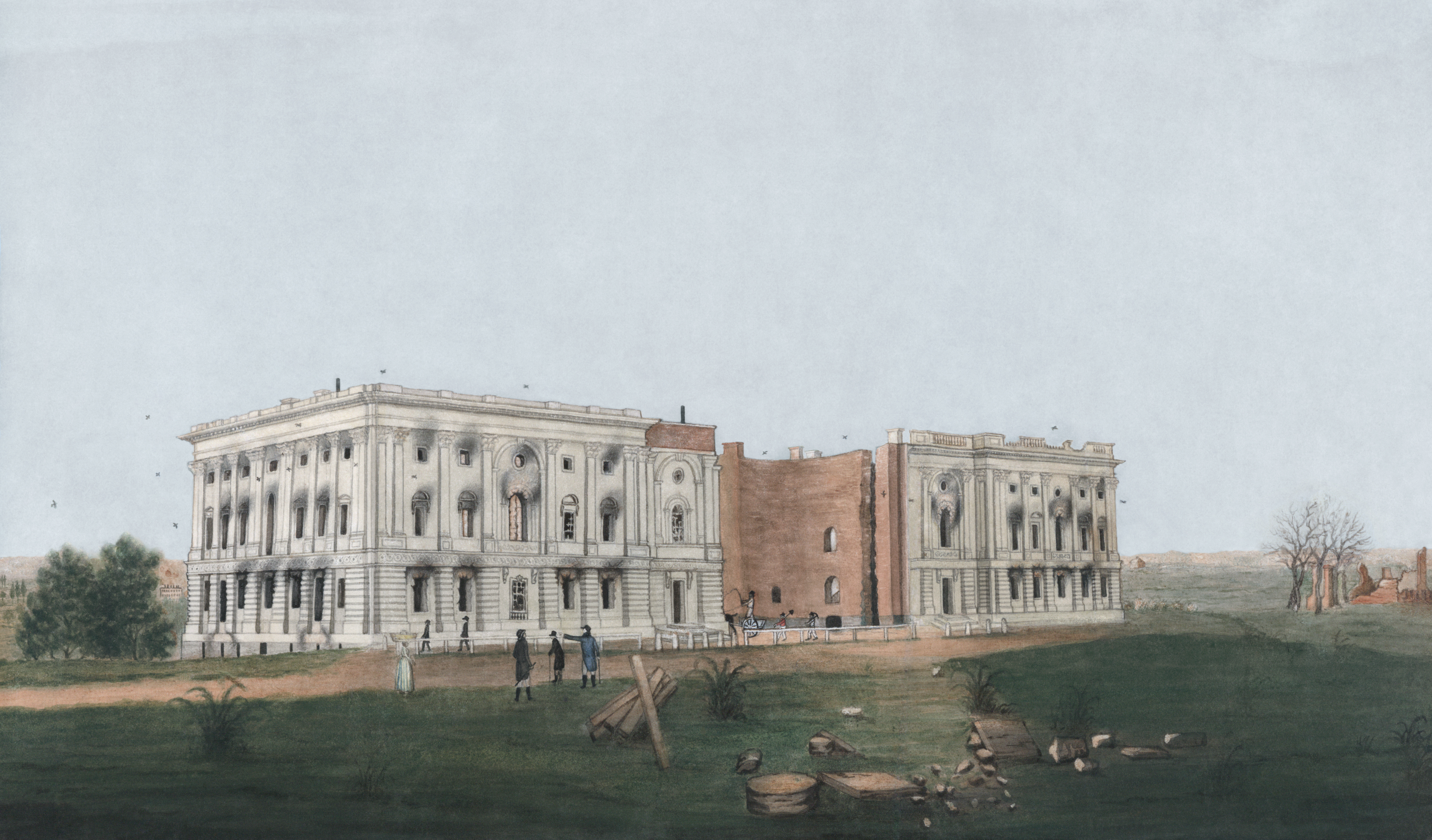
Tòa Quốc hội Hoa Kỳ còn dang dở (chưa xây xong) sau trận đốt cháy Washington. Tranh sơn nước và mực từ năm 1814 được trùng tu lại

Việc sử dụng kiên quyết lực lượng hải quân đã diễn ra tại Ngũ Đại Hồ và phụ thuộc vào một cuộc đua tranh trong việc đóng tàu. Hoa Kỳ đã bắt đầu một chương trình sản xuất tàu chiến được phát triển nhanh chóng tại cảng Sackets trên hồ Ontario, tại đó 3.000 người đã được tuyển dụng, nhiều người đến từ thành phố New York, để đóng được 11 tàu chiến trong thời gian đầu chiến tranh. Trong năm 1813, người Mỹ đã giành được quyền kiểm soát hồ Erie trong trận hồ Erie và cắt rời các lực lượng Anh và người bản địa Mỹ ở phía tây ra khỏi cơ sở tiếp tế của họ, và họ bị quân của tướng William Henry Harrison đánh thua trận quyết định trên đường rút lui về Niagara, trận sông Thames vào tháng 10 năm 1813. Tecumseh, thủ lĩnh của liên minh bộ lạc, đã thiệt mạng và liên minh Da đỏ của ông tan rã. Dù một số tộc người bản địa tiếp tục chiến đấu bên cạnh quân Anh, nhưng sau đó họ chỉ còn hoạt động theo từng bộ lạc riêng lẻ hoặc các nhóm chiến binh, và tại những nơi họ được người Anh vũ trang và tiếp tế trực tiếp. Hoa Kỳ đã kiểm soát miền tây Ontario, và chấm dứt vĩnh viễn mối đe dọa từ các cuộc đột kích dựa vào các căn cứ ở Canada của người Da đỏ để tấn công miền Trung Tây Hoa Kỳ, và như vậy đã đạt được một trong những mục tiêu cơ bản của chiến tranh. Quyền kiểm soát hồ Ontario đã bị giành đi giật lại nhiều lần, và không bên nào có thể hay muốn tận dụng lợi thế tạm thời có được.
Trên biển, lực lượng Hải quân Hoàng gia hùng mạnh của Anh phong tỏa phần lớn bờ biển, mặc dù họ vẫn để cho lọt một lượng lớn hàng xuất khẩu từ New England, nơi vẫn tiếp tục giao dịch với Canada bất chấp pháp luật của Hoa Kỳ. Cuộc phong tỏa tàn phá ngành xuất khẩu nông sản của Hoa Kỳ, nhưng lại giúp kích thích các nhà máy địa phương thay thế những hàng hóa nhập khẩu trước đó. Chiến lược sử dụng tàu chiến nhỏ bảo vệ các cảng của Hoa Kỳ đã bị thất bại, khi mà người Anh vẫn có thể tùy ý đột kích vào các bờ biển. Sự kiện nổi tiếng nhất trong số đó là một loạt các cuộc tấn công trên bờ vịnh Chesapeake, trong đó có cuộc tấn công vào Washington mà kết quả là quân Anh đã đốt cháy Nhà Trắng, Điện Capitol, Xưởng đóng tàu Hải quân Washington và nhiều tòa nhà công cộng khác - gọi là "Trận đốt cháy Washington". Sự kiện này đã dẫn đến việc sa thải Armstrong ra khỏi chức vụ Bộ trưởng Chiến tranh. Sức mạnh hải quân của nước Anh đủ để cho Hải quân Hoàng gia có thể tiến hành thu tiền "đóng góp" tại các thị trấn ven biển để đổi lại việc họ không đốt phá đất liền. Hoa Kỳ đã thành công hơn trong các cuộc chiến giữa những con tàu biển. Họ đã phái đi hàng trăm tàu cướp biển để tấn công tàu buôn đối phương; trong bốn tháng đầu của cuộc chiến họ đã bắt được 219 tàu chở hàng của Anh. Quyền lợi thương mại của Anh đã bị thiệt hại, đặc biệt là vùng Tây Ấn.
Sau khi Napoleon thoái vị năm 1814, người Anh đã có thể gửi những đội quân dày dạn kinh nghiệm trận mạc tới Bắc Mỹ, nhưng đến lúc này người Hoa Kỳ đã biết được cách động viên và chiến đấu. Tướng Anh Prévost đã mở một cuộc tấn công lớn vào bang New York với những binh lính kỳ cựu đó, nhưng hạm đội Hoa Kỳ của Thomas Macdonough đã giành lấy quyền kiểm soát hồ Champlain và Anh bị thua trận Plattsburgh tháng 9 năm 1814. Prévost, bị chỉ trích bởi thất bại này, đã yêu cầu mở một tòa án quân sự để phục hồi danh dự cho mình, nhưng ông đã qua đời tại London khi đang chờ đợi nó. Một cuộc tấn công của Anh vào Louisiana (vô ý được tiến hành sau khi đã ký kết Hiệp ước Ghent để chấm dứt chiến tranh) đã bị Đại tướng Andrew Jackson đánh bại với tổn thất nặng nề cho phía Anh trong trận New Orleans tháng 1 năm 1815. Chiến thắng đã giúp Jackson trở thành một anh hùng dân tộc, giúp khôi phục lại ý thức danh dự cho người Mỹ, và làm phá sản những nỗ lực của phía Đảng Liên bang nhằm lên án chiến tranh như là một thất bại. Với việc phê chuẩn hiệp ước hòa bình tháng 2 năm 1815, chiến tranh đã kết thúc trước khi tân Bộ trưởng Chiến tranh Hoa Kỳ James Monroe kịp cho áp dụng chiến lược tấn công mới của mình một cách có hiệu lực.
Sau khi Anh và Liên minh thứ sáu đánh bại Napoleon năm 1814, thì Pháp và Anh đã trở thành đồng minh. Anh chấm dứt sự hạn chế thương mại và việc cưỡng bức tòng quân đối với các thủy thủ Hoa Kỳ, do đó loại bỏ thêm hai nguyên nhân khác của chiến tranh. Sau hai năm chiến tranh, những nguyên nhân chính của cuộc chiến đã biến mất. Không bên nào còn lý do để tiếp tục cuộc chiến hay có cơ hội đạt được một thắng lợi quyết định để buộc đối phương thủ phải từ bỏ lãnh thổ, cũng như không có được các điều kiện hòa bình có lợi. Do kết quả của tình hình bế tắc này, hai nước đã ký kết Hiệp ước Ghent vào ngày 24 tháng 12 năm 1814. Tin tức về hiệp ước hòa bình mất hai tháng mới đến được Hoa Kỳ, trong khi đó chiến sự vẫn còn tiếp diễn.
Cuộc chiến tranh này đã có tác dụng thúc đẩy tinh thần đoàn kết dân tộc của Hoa Kỳ, cũng như người dân Canada, đồng thời mở ra một kỷ nguyên quan hệ hòa bình lâu dài giữa Hoa Kỳ và đế quốc Anh.

## Các mặt trận
Chiến tranh được tiến hành trên ba mặt trận:
- Đại Tây Dương
- Ngũ Đại Hồ và vùng biên giới Canada
- Các tiểu bang phía nam

### Mặt trận Đại Tây Dương

#### Các hoạt động tàu chiến đơn lẻ

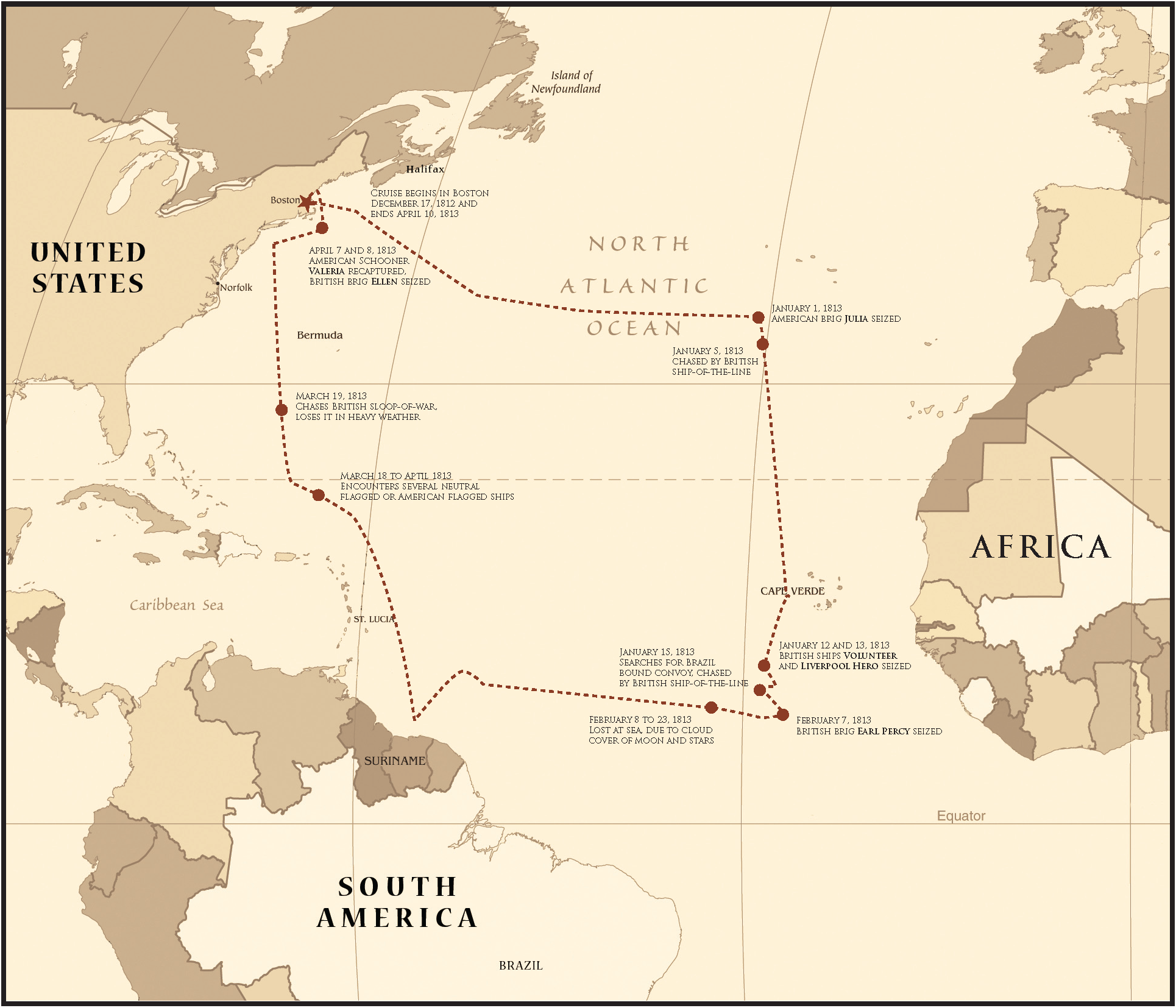
Bản đồ chuyến đi đầu tiên của tàu USS Chesapeake trong cuộc chiến tranh 1812. Các đường biên giới lấy theo hiện tại.

Năm 1812, Hải quân Hoàng gia Anh sở hữu một lực lượng lớn nhất thế giới, với hơn 600 tàu tuần dương thường trực, cộng với một số tàu thuyền khác nhỏ hơn. Mặc dù hầu hết trong số này đã tham gia cuộc phong tỏa hải quân Pháp và bảo vệ nền thương mại Anh trước những con tàu cướp biển (chủ yếu là của Pháp), nhưng Hải quân Hoàng gia vẫn có 85 tàu thuyền tại vùng biển châu Mỹ. Ngược lại, Hải quân Hoa Kỳ chỉ bao gồm 8 tàu frigate, 14 tàu tuần tra và thuyền hai buồm nhỏ hơn, và không có tàu chiến tuyến nào. Tuy nhiên có một số tàu frigate của Hoa Kỳ lớn và mạnh hơn nhiều so với các tàu cùng lớp với chúng. Trong khi một tàu frigate tiêu chuẩn của Anh vào thời kỳ đó có 38 đại bác, với khẩu đội chính gồm các đại bác 18 pound (gần 8,2 kg), thì các tàu USS Constitution, USS President, USS United States được trang bị đến 44 đại bác và có khả năng mang theo 56 khẩu, với khẩu đội chính là những khẩu đại bác nặng 24 pound (gần 11 kg).

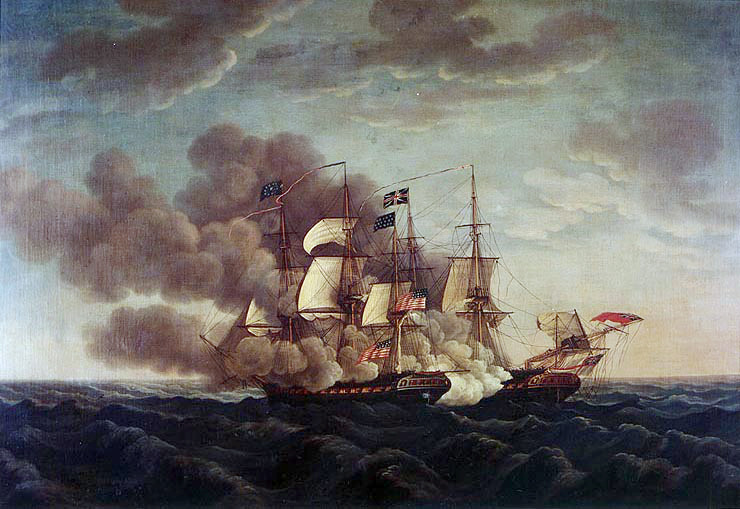
Tàu USS Constitution đánh bại tàu HMS Guerriere, một sự kiện quan trọng trong chiến tranh.

Chiến lược của Anh là bảo vệ các tàu buôn của họ đến và đi từ Halifax, Nova Scotia và Tây Ấn, đồng thời tiến hành phong tỏa các cảng lớn để giới hạn nền thương mại của Hoa Kỳ. Do bị áp đảo về số lượng, Hoa Kỳ tập trung vào việc gây rối loạn cho đối phương bằng chiến thuật đánh-và-chạy, chẳng hạn như việc bắt giữ chiến lợi phẩm và chỉ tiến công các tàu của Hải quân Hoàng gia Anh khi có điều kiện thuận lợi. Tuy nhiên, vào những ngày đầu sau khi chính thức tuyên chiến, có hai đội tàu nhỏ đã khởi hành: tàu USS President và tàu tuần tra USS Hornet do Phó Đề đốc John Rodgers chỉ huy; các tàu USS United States, USS Congress và USS Argus do thuyền trưởng Stephen Decatur chỉ huy. Số tàu này ban đầu tập hợp thành một đơn vị dưới quyền của Rodgers, với dự định buộc Hải quân Hoàng gia Anh tập trung vào lực lượng của mình để tránh cho các bộ phận tàu đơn độc khác khỏi bị lực lượng hùng hậu của Anh bắt giữ. Có một số lớn các tàu buôn Hoa Kỳ vẫn đang trên đường về nước, và nếu Hải quân Hoàng gia Anh tập trung lại thì họ không thể trông chừng tất cả các cảng biển của Hoa Kỳ được. Chiến lược của Rodgers đã có hiệu quả, nó khiến Hải quân Hoàng gia Anh tập hợp hầu hết các tàu frigate của mình dưới quyền chỉ huy của thuyền trưởng Philip Broke bên ngoài cảng New York và để cho nhiều tàu Hoa Kỳ về nước an toàn. Tuy nhiên, chuyến hành trình của ông ta lại chỉ bắt được có 5 tàu buôn nhỏ, từ đó cho đến hết cuộc chiến Hoa Kỳ không bao giờ còn cho tập trung nhiều hơn hai hoặc ba tàu với nhau thành một đơn vị nữa.
Trong khi đó, tàu USS Constitution do Thuyền trưởng Isaac Hull chỉ huy đã khởi hành từ vịnh Chesapeake ngày 12 tháng 7. Ngày 17 tháng 7, đội tàu Anh của Broke rời khỏi New York đi lùng bắt, nhưng chiếc Constitution trốn tránh được sau hai ngày săn đuổi. Sau khi ghé cảng Boston một thời gian ngắn để tiếp tế nước, ngày 19 tháng 8, tàu Constitution đã giao chiến với tàu HMS Guerriere. Sau trận đánh kéo dài 35 phút, Guerriere bị đánh bại, bị bắt giữ và sau đó bị đốt cháy. Hull trở về Boston mang theo tin tức về chiến thắng đầy ý nghĩa này, và chiếc USS Constitution có được danh hiệu "Old Ironsides" (tạm dịch: Lão già Phi thường). Ngày 25 tháng 10, tàu USS United States do Thuyền trưởng Decatur chỉ huy đã bắt giữ tàu HMS Macedonian của Anh, rồi sau đó mang nó về cảng. Đến cuối tháng, tàu Constitution tiến về phía nam, lúc này được đặt dưới sự chỉ huy của thuyền trưởng William Bainbridge. Ngày 29 tháng 12, ở ngoài khơi Bahia, Brasil, nó đụng độ với tàu HMS Java của Anh. Sau một trận đánh kéo dài ba tiếng đồng hồ, chiếc Java hạ cờ đầu hàng và bị đốt cháy sau khi thấy rằng không thể cứu chữa được. Ngược lại, chiếc USS Constitution hầu như không bị hư hại trong trận chiến.
Những thắng lợi mà ba tàu lớn của Hoa Kỳ thu được đã buộc nước Anh phải đóng thêm 5 tàu frigate hạng nặng với 40 khẩu đại bác 24 pound và hai tàu frigate "đóng dàn cột" (spar-decked) 60 đại bác (tàu HMS Leander và HMS Newcastle) đồng thời cắt bớt số boong của 3 tàu chiến tuyến cũ 74 đại bác khác để chuyển chúng thành tàu frigate hạng nặng. Hải quân Hoàng gia Anh lúc này đã thừa nhận rằng còn có các yếu tố quan trọng khác ngoài kích thước lớn hơn và đại bác nặng hơn. Các tàu tuần tra và thuyền buồm của Hải quân Hoa Kỳ cũng giành được nhiều chiến thắng trước các tàu Hải quân Hoàng gia Anh có sức mạnh tương đương. Trong khi các tàu Hoa Kỳ có kinh nghiệm và thủy thủ đoàn được huấn luyện tốt, thì quy mô to lớn của Hải quân Hoàng gia bị quá tải đồng nghĩa với việc có nhiều tàu Anh bị thiếu nhân lực và chất lượng trung bình của thủy thủ đoàn bị sút kém, ngoài ra các nhiệm vụ liên miên trên biển trong cuộc chiến ở Bắc Mỹ cũng gây ảnh hưởng đến công tác đào tạo và rèn luyện của họ.

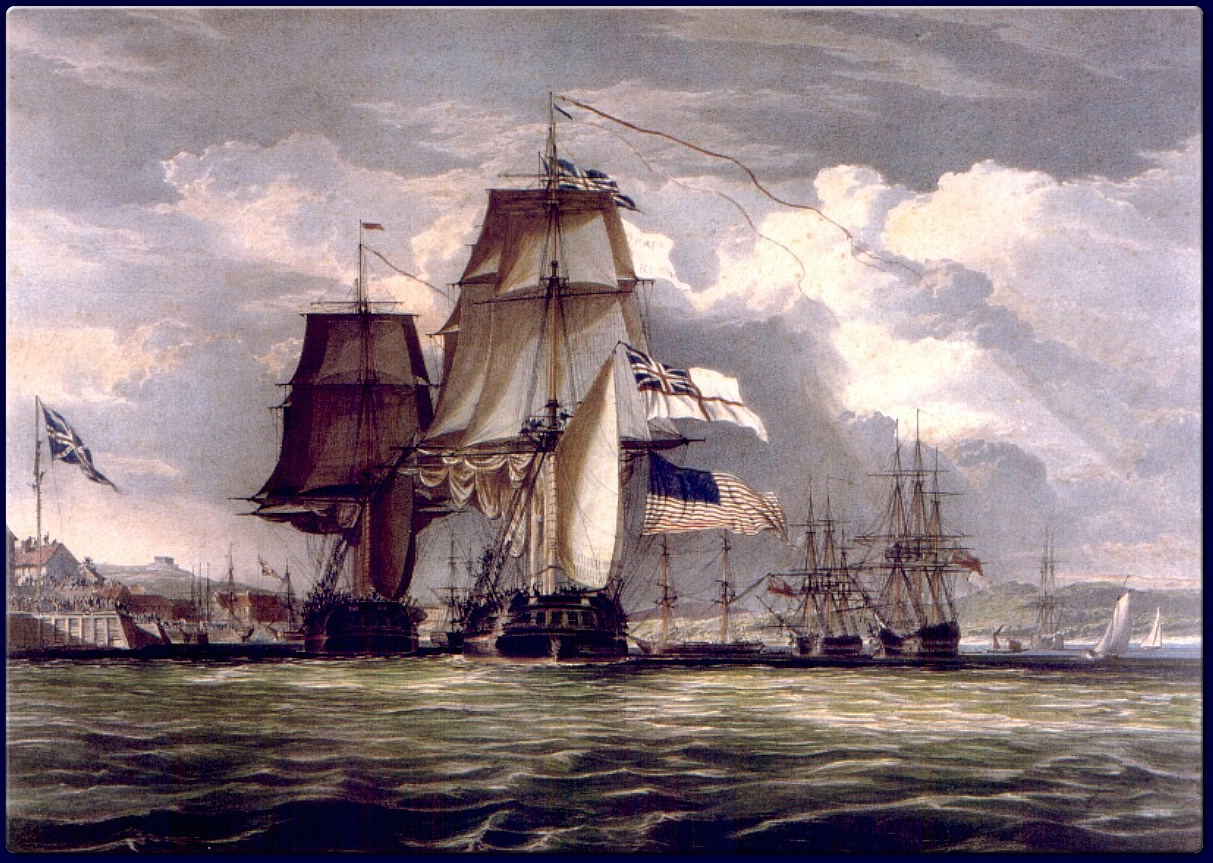
Tàu HMS Shannon dẫn chiếc USS Chesapeake bị bắt của Hoa Kỳ vào cảng Halifax, Nova Scotia (1813)

Việc bắt giữ ba tàu frigate của Anh đã kích thích người Anh nỗ lực lớn hơn. Thêm nhiều tàu khác được triển khai trên bờ biển Hoa Kỳ và cuộc phong tỏa được xiết chặt. Ngày 1 tháng 6 năm 1813, ngoài khơi cảng Boston, tàu USS Chesapeake do thuyền trưởng James Lawrence chỉ huy đã bị tàu HMS Shannon của thuyền trưởng Anh Philip Broke bắt sống. Lawrence bị tử thương và đã thét lên câu nói nổi tiếng: "Đừng bỏ tàu! Hãy giữ vững, mọi người!" (Don't give up the ship! Hold on, men!). Mặc dù tàu Chesapeake chỉ có sức mạnh ngang ngửa một tàu frigate trung bình của Anh và thủy thủ đoàn mới chỉ mới tập hợp được vài tiếng đồng hồ trước trận chiến, nhưng báo chí Anh đã phản ứng trước sự kiện này với một sự kích động gần như cuồng loạn rằng chuỗi các chiến thắng của Hoa Kỳ đã kết thúc. Cũng cần lưu ý rằng chiến thắng này là một trong những trận đánh riêng lẻ đẫm máu nhất theo tỷ lệ được ghi nhận vào thời đại thuyền buồm, với nhiều thương vong hơn chiếc HMS Victory đã phải chịu trong 4 giờ chiến đấu tại Trafalgar. Thuyền trưởng Lawrence đã bị giết chết còn thuyền trưởng Broke cũng bị thương nặng đến mức không bao giờ có thể giữ quyền chỉ huy tàu biển.

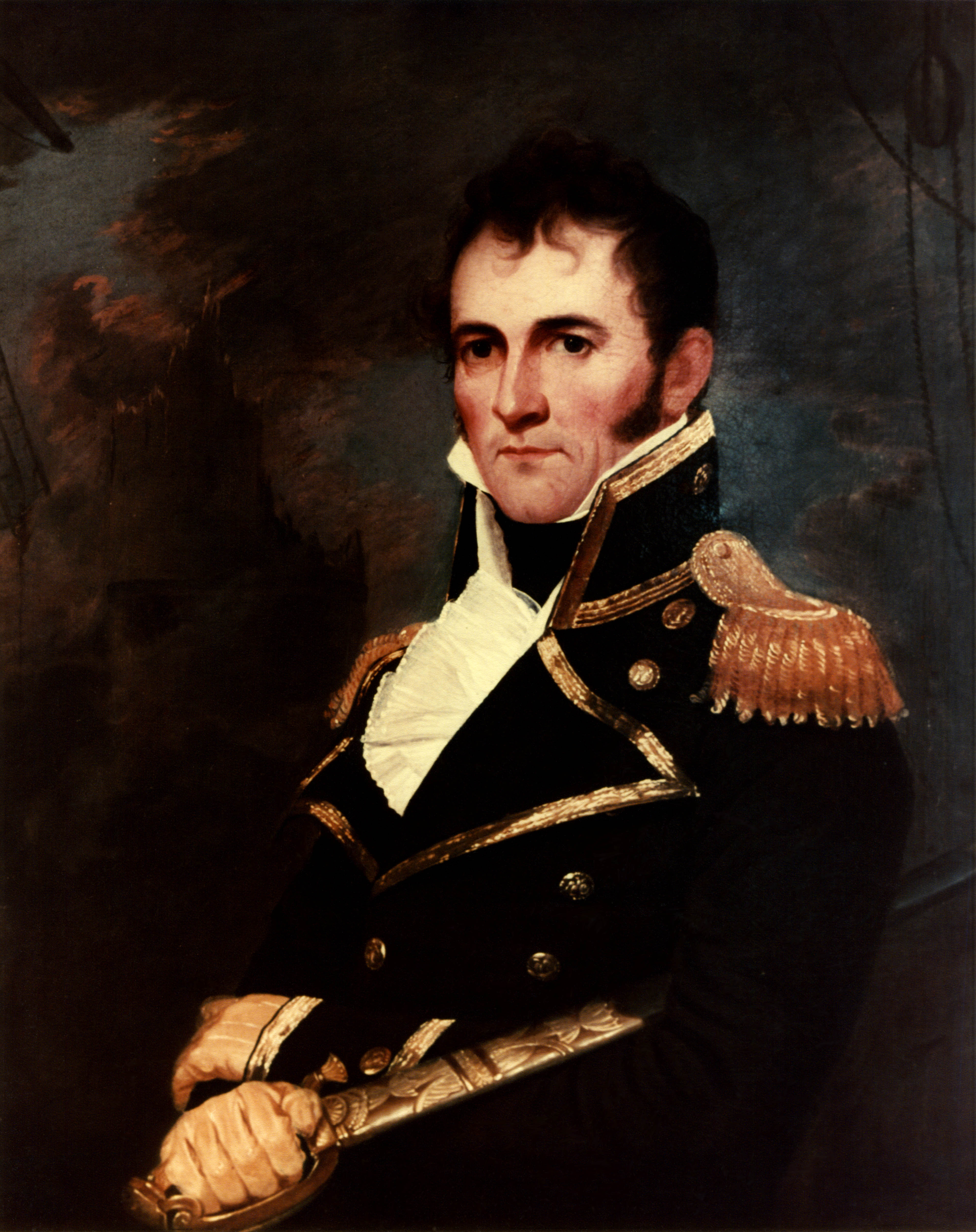
Thuyền trưởng David Porter của Hải quân Hoa Kỳ

Trong tháng 1 năm 1813, chiếc USS Essex của Hoa Kỳ do Thuyền trưởng David Porter chỉ huy đã khởi hành tiến vào Thái Bình Dương trong một nỗ lực nhằm quấy rối các tàu Anh. Lúc này, có nhiều tàu săn cá voi Anh mang theo "thư đóng dấu" (letter of marque) cho phép họ tấn công và bắt giữ các tàu săn cá voi Hoa Kỳ, khiến cho ngành kinh doanh này gần như bị hủy diệt. Tàu Essex đã ngăn chặn hành động này. Nó gây ra thiệt hại đáng kể đến quyền lợi của Anh cho đến khi bị bắt ở ngoài khơi Valparaíso, Chile bởi tàu HMS Phoebe và thuyền buồm HMS Cherub ngày 28 tháng 3 năm 1814.
Lớp thuyền buồm Cruizer hạng 6 của Anh đã không chống đỡ được với các thuyền buồm chiến 3 đến 5 cột của Hoa Kỳ. Các tàu USS Hornet và USS Wasp được đóng trước chiến tranh là những tàu thuyền rất mạnh, và lớp tàu Frolic được đóng trong chiến tranh thậm chí còn mạnh hơn (tuy nhiên chiếc USS Frolic đã bị bắt sống bởi một tàu frigate và một thuyền buồm dọc của Anh). Những chiếc thuyền hai cột buồm Anh hay bị trúng đạn vào các thiết bị nặng nề hơn so với thuyền có 3 đến 5 cột buồm của Hoa Kỳ, do các tàu này của Hoa Kỳ có thể bỏ buồm trong tác chiến và như vậy có lợi thế về mặt cơ động.
Sau những tổn thất ban đầu, Bộ Hải quân Anh đã xây dựng một phương sách mới theo đó cứ ba tàu frigate hạng nặng của Hoa Kỳ sẽ chỉ bị tấn công bằng một tàu chiến tuyến hoặc bằng các tàu nhỏ hơn trong hợp thành một đội tàu mạnh. Một ví dụ cho phương sách này là việc bắt giữ tàu USS President do một đội bốn tàu frigate của Anh thực hiện vào tháng 1 năm 1815. Tuy nhiên, một tháng sau, tàu USS Constitution vẫn xoay xở tấn công và bắt được hai tàu chiến nhỏ đi thành đội của Anh là HMS Cyane và HMS Levant.

#### Cuộc phong tỏa
Cuộc phong tỏa các hải cảng của Hoa Kỳ sau đó đã thắt chặt đến mức mà hầu hết các tàu buôn và tàu hải quân Hoa Kỳ đều bị kẹt trong cảng. Các tàu USS United States và USS Macedonian đã bị khóa chặt và phải nằm tại New London, Connecticut cho đến hết chiến tranh. Có một số tàu buôn đóng căn cứ tại châu Âu hoặc châu Á và tiếp tục hoạt động. Các tàu khác, chủ yếu là từ New England, đã được cấp giấy phép thương mại của Đô đốc John Borlase Warren, tổng tư lệnh Anh tại trạm hải quân Bắc Mỹ trong năm 1813. Điều này cho phép quân đội của Wellington ở Tây Ban Nha có thể nhận được hàng hóa từ châu Mỹ và trợ giúp tài chính cho phe đối lập chống chiến tranh tại New England. Các phong tỏa đã khiến cho lượng hàng xuất khẩu của Hoa Kỳ giảm từ 130 triệu đô la năm 1807 xuống còn 7 triệu trong năm 1814.
Hoạt động của các tàu cướp biển Hoa Kỳ (một số trong đó thuộc Hải quân Hoa Kỳ, nhưng hầu hết đều là của tư nhân) là rất rộng rãi. Họ vẫn tiếp tục cho đến khi kết thúc chiến tranh và chỉ bị ảnh hưởng một phần trước những hành động truy bắt nghiêm ngặt của các đội tàu hộ tống thuộc Hải quân Hoàng gia Anh. Một trong những ví dụ về sự táo bạo của các tàu tuần dương Hoa Kỳ là những vụ cướp phá ngay trong vùng biển nhà của Anh do tàu USS Argus thực hiện. Tàu này cuối cùng đã bị bắt ngoài khơi mũi đất St David's thuộc xứ Wales bởi tàu HMS Pelican của Anh vào ngày 14 tháng 8 năm 1813. Tổng cộng có 1.554 tàu thuyền đã được tuyên bố là bị các tàu hải quân và tàu cướp biển Hoa Kỳ bắt giữ, 1.300 trong số đó là do tàu cướp biển. Tuy nhiên, hãng bảo hiểm Lloyd's của London đã báo cáo rằng chỉ có 1.175 tàu Anh bị bắt, 373 trong số đó bị bắt lại, và tổng cộng tổn thất là 802.
Là căn cứ giám sát cuộc phong tỏa của Hải quân Hoàng gia, thành phố Halifax đã hưởng lợi rất nhiều trong chiến tranh. Các tàu cướp biển của Anh đóng căn cứ tại đây đã tịch thu nhiều tàu của Pháp và Hoa Kỳ và đem bán chiến lợi phẩm của họ ở Halifax.
Cuộc chiến tranh này là lần cuối cùng Anh cho phép các tàu cướp biển hoạt động, do hoạt động này được nhìn nhận là không có lợi về mặt chính trị và đang dần mất ý nghĩa trong việc duy trì uy thế hải quân của Anh. Đây là lời cáo chung của giới cướp biển Bermuda, những người đã trở lại hành nghề mạnh mẽ kể từ sau khi có các vụ kiện buộc họ phải chấm dứt hoạt động hai thập kỷ trước đó. Tổng cộng các tàu tuần tra tốc độ cao của Bermuda đã bắt được 298 tàu địch, còn Hải quân Anh và các tàu cướp biển ở khu vực giữa Ngũ Đại Hồ và Tây Ấn bắt giữ được 1.593 tàu.

#### Bờ biển Đại Tây Dương

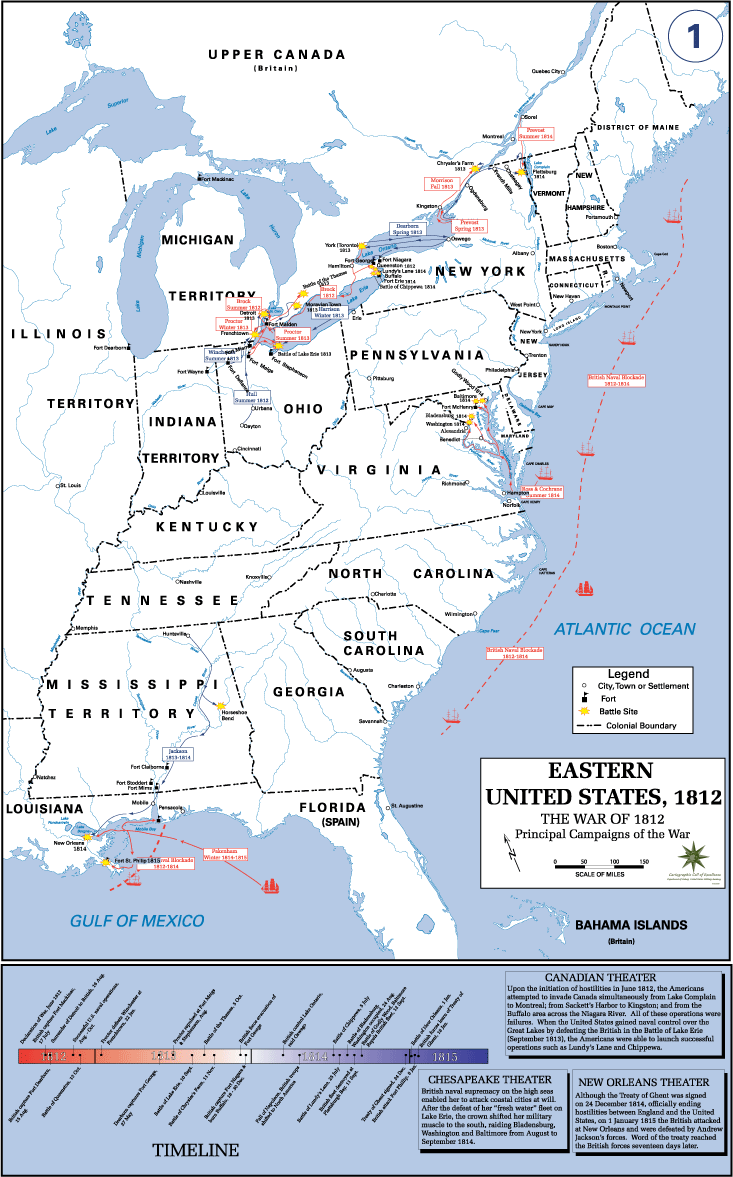
Bờ biển Đại Tây Dương và miền Đông Hoa Kỳ

Mải tập trung truy đuổi các tàu cướp biển Hoa Kỳ khi cuộc chiến bắt đầu, các lực lượng hải quân Anh đã gặp một số khó khăn trong việc phong tỏa toàn bộ bờ biển của Hoa Kỳ. Chính phủ Anh, cần có nguồn thực phẩm của Hoa Kỳ cho quân đội tại Tây Ban Nha, đã được lợi trong việc quan hệ thương mại với New England, nên ban đầu họ đã cố gắng không tiến hành phong tỏa New England. Sông Delaware và vịnh Chesapeake được tuyên bố là trong tình trạng phong tỏa vào ngày 26 tháng 12 năm 1812.
Đến tháng 11 năm 1813, cuộc phong tỏa được mở rộng ra bờ biển phía nam Narragansett và lan ra toàn bộ bờ biển Hoa Kỳ từ ngày 31 tháng 5 năm 1814. Trong khi đó, việc buôn bán bất hợp pháp đã được thực hiện bằng những vụ bắt giữ hàng có thông đồng giữa các thương nhân Hoa Kỳ và sĩ quan Anh, sau đó tàu Hoa Kỳ được tráo đổi sang cờ của nước trung lập. Cuối cùng, chính phủ Hoa Kỳ buộc phải ra lệnh ngừng hoạt động buôn bán trái phép, và điều này chỉ làm trầm trọng thêm tình tình thương mại căng thẳng của đất nước. Sức mạnh áp đảo của hạm đội Anh cho phép họ kiểm soát vịnh Chesapeake và tấn công phá hủy nhiều bến tàu và bến cảng của Hoa Kỳ.
Ngoài ra, các viên tư lệnh của hạm đội phong toả, đóng tại xưởng đóng tàu Bermuda, đã được chỉ thị phải khuyến khích nô lệ Hoa Kỳ bỏ trốn bằng cách cho họ tự do, cũng giống như đã làm trong thời kỳ Chiến tranh Cách mạng. Hàng ngàn người nô lệ da đen đã trốn đi cùng với gia đình và được tuyển vào các Tiểu đoàn Thuộc địa số 3 của Thủy quân lục chiến Hoàng gia Anh tại đảo Tangier bị chiếm đóng trong vịnh Chesapeake. Thêm một công ty của thủy quân lục chiến thuộc địa đã được thiết lập tại xưởng đóng tàu Bermuda, nơi nhiều nô lệ được giải phóng - cả đàn ông, đàn bà và trẻ em - được tá túc và có việc làm, họ được giữ như một lực lượng phòng thủ trong trường hợp bị tấn công. Những người cựu nô lệ đã chiến đấu cho nước Anh trên khắp mặt trận Đại Tây Dương, trong đó có cả cuộc tấn công vào Washington D.C và chiến dịch tại Louisiana, và hầu hết sau đó được tuyển lại vào các trung đoàn Tây Ấn của Anh hoặc định cư tại Trinidad vào tháng 8 năm 1816, tại đó 700 cựu lính thủy đánh bộ đã được cấp đất sinh sống. Nhiều nô lệ Hoa Kỳ được giải phóng khác đã được tuyển dụng trực tiếp vào các trung đoàn Tây Ấn hay vào những đơn vị Lục quân Anh mới được thành lập. Vài nghìn nô lệ được giải phóng sau này đã được người Anh cho định cư tại Nova Scotia.

#### Chiến dịch vịnh Chesapeake

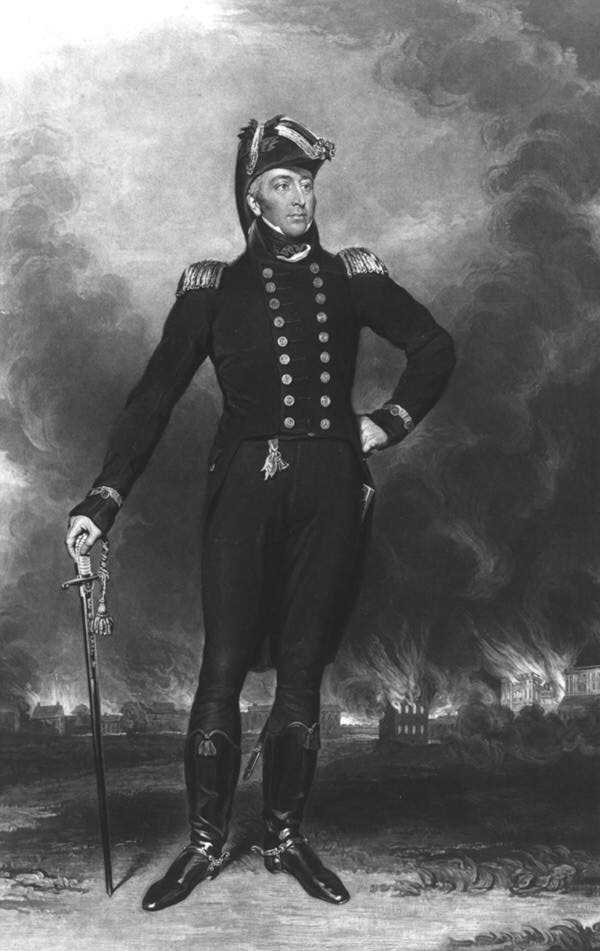
George Cockburn.

Vị trí chiến lược của vịnh Chesapeake nằm gần thủ đô Hoa Kỳ đã khiến nó trở thành một mục tiêu ưu tiên số một đối với người Anh. Từ tháng 3 năm 1813, một đội tàu dưới quyền chỉ huy của Chuẩn Đô đốc George Cockburn đã bắt đầu phong tỏa vịnh và tấn công các thị trấn dọc theo bờ vịnh từ Norfolk đến Havre de Grace.
Ngày 4 tháng 7 năm 1813, Joshua Barney, một anh hùng hải quân thời Chiến tranh giành độc lập, đã thuyết phục Bộ Hải quân xây dựng Tiểu hạm đội Vịnh Chesapeake, một đội tàu với 20 sà lan để phòng thủ vịnh. Thành lập vào tháng 4 năm 1814, đội tàu này đã nhanh chóng bị dồn vào sông Patuxent, và mặc dù thành công trong việc quấy rối Hải quân Hoàng gia Anh, nhưng nó không đủ sức ngăn cản chiến dịch tấn công của Anh mà cuối cùng dẫn đến việc đốt cháy Washington. Cuộc viễn chinh này, do Cockburn và Tướng Robert Ross chỉ huy, được tiến hành trong các ngày từ 19 đến 29 tháng 8 năm 1814, là kết quả của chính sách cứng rắn của Anh trong năm 1814 (mặc dù lúc này đại diện hai bên đã gặp nhau ở Gent để bắt đầu đàm phán hòa bình). Trong lúc này, Đô đốc Alexander Cochrane đã đến thay thế vị trí tổng tư lệnh của Đô đốc Warren, cùng với lực lượng tăng viện và mệnh lệnh phải đảm bảo buộc Hoa Kỳ vào một nền hòa bình có lợi cho Anh.

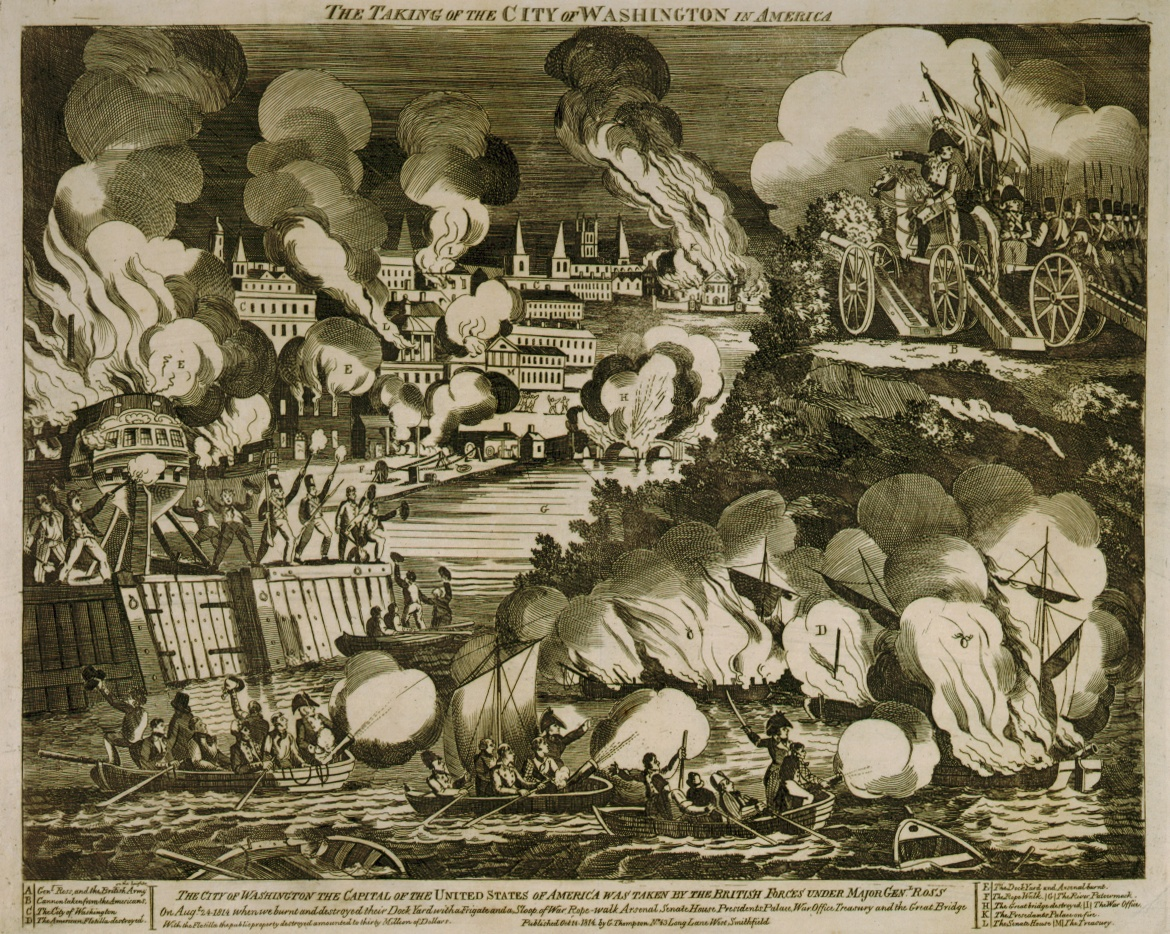
Quân Anh đánh chiếm thành phố Washington. Tranh khắc năm 1814.

Tổng thống đốc của Bắc Mỹ thuộc Anh, George Prévost đã viết thư cho các vị đô đốc tại Bermuda, kêu gọi thực hiện một hành động để trả đũa các cuộc tấn công của Hoa Kỳ vào Canada, nhất là việc đốt cháy thành phố York (nay là Toronto) năm 1813. Một lực lượng 2.500 binh sĩ dưới quyền chỉ huy của tướng Ross đã đến Bermuda trên một đội tàu đặc nhiệm của Hải quân Hoàng gia Anh, bao gồm tàu HMS Royal Oak, 3 tàu frigate, 3 tàu tuần tra và 10 tàu khác. Được giải phóng khỏi cuộc Chiến tranh Bán đảo tại Tây Ban Nha sau chiến thắng trước Napoleon, người Anh dự định dùng lực lượng này để tiến hành các cuộc tấn công nghi binh dọc theo bờ biển Maryland và Virginia. Để đáp ứng yêu cầu của Prévost, họ lại quyết định huy động lực lượng này, cùng với các đơn vị hải quân và bộ đội hiện có trong khu vực để tấn công Washington, D.C.
Ngày 24 tháng 8, Bộ trưởng Chiến tranh Hoa Kỳ John Armstrong, Jr. đã khẳng định rằng người Anh sẽ tấn công Baltimore chứ không phải Washington, ngay cả khi lục quân Anh đã chắc chắn đang trên đường đến thủ đô. Lực lượng dân quân thiếu kinh nghiệm của Hoa Kỳ, tập hợp tại Bladensburg, Maryland để bảo vệ thủ đô, đã bị đánh tan trong trận Bladensburg, mở toang con đường đến Washington. Trong khi Đệ nhất Phu nhân Dolley Madison đem các đồ vật có giá trị sơ tán khỏi Nhà Trắng, thì Tổng thống James Madison cũng buộc phải chạy trốn về Virginia.
Các viên chỉ huy Anh đã ăn bữa ăn được chuẩn bị cho Tổng thống trước khi phóng hỏa đốt cháy Nhà Trắng; và tinh thần người Hoa Kỳ đã suy sụp xuống mức thấp nhất. Tối hôm đó, một cơn bão lớn quét qua thành phố Washington và gây nên thiệt hại còn nhiều hơn, nhưng lại giúp dập tắt ngọn lửa bằng những cơn mưa xối xả. Các xưởng đóng tàu đã bị chính các quan chức Hoa Kỳ ra lệnh đốt cháy để ngăn không cho người Anh chiếm giữ các tàu bè và quân nhu. Ngay sau khi cơn bão kết thúc, và sau khi đã phá hủy các tòa nhà công cộng trong thành phố, bao gồm cả phủ Tổng thống và Ngân khố Hoa Kỳ, quân Anh đã rời khỏi Washington, D.C. và tiến về đánh chiếm Baltimore, một bến cảng sầm uất và một căn cứ trọng yếu của các tàu cướp biển Hoa Kỳ. Trận Baltimore sau đó bắt đầu khi quân Anh đổ bộ lên North Point, tại đó họ đụng độ với dân quân Hoa Kỳ. Một cuộc đọ súng bắt đầu, cả hai bên đều có thương vong. Tướng Ross bị một tay bắn tỉa giết chết trong khi đang cố gắng củng cố binh lính (tay bắn tỉa đó ngay sau đó cũng bị bắn chết) và người Anh rút lui. Quân Anh còn cố gắng tấn công Baltimore bằng đường biển trong ngày 13 tháng 9, nhưng đã không thể hạ được đồn McHenry tại lối vào cảng Baltimore.

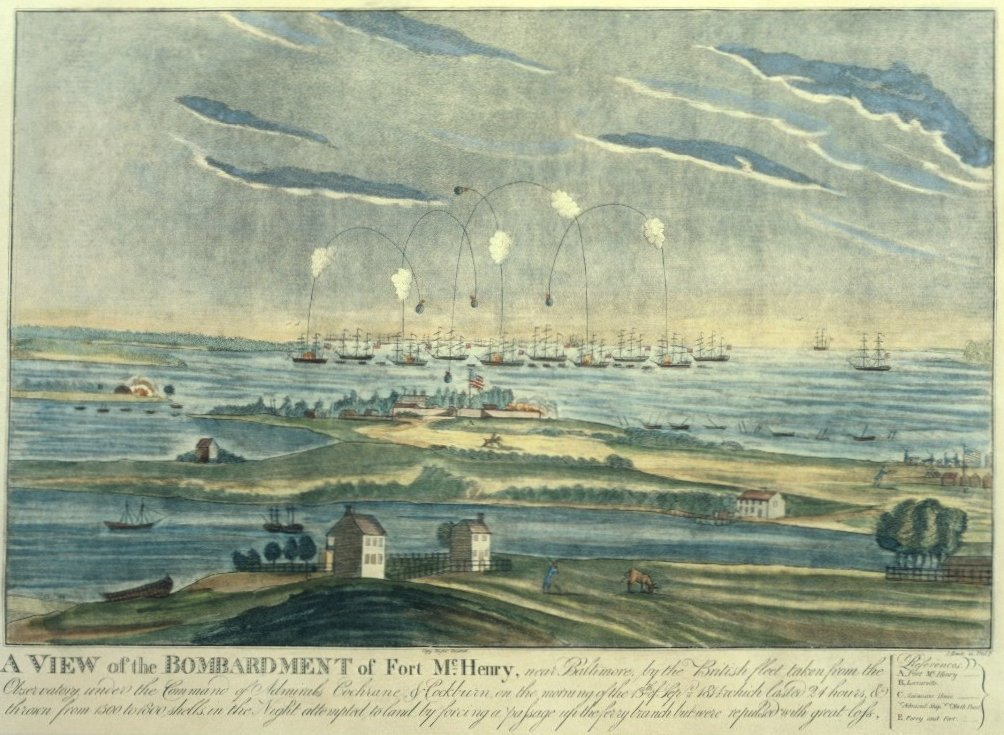
Cuộc pháo kích đồn McHenry, ngày 13 tháng 9 năm 1814.

Trong thực tế, trận đồn McHenry không phải là một trận đánh thực sự. Đại bác của Anh có tầm bắn xa hơn của Hoa Kỳ, và họ đã pháo kích vào trong đồn mà không bị bắn trả. Kế hoạch của Anh là tiến hành phối hợp với một lực lượng đổ bộ khác, nhưng với khoảng cách đó thì việc phối hợp là không thể, nên họ đã bỏ cuộc và rút lui. Đồn McHenry đã bị pháo kích trong suốt 25 tiếng đồng hồ. Toàn bộ đèn ở Baltimore đã bị tắt đi trong đêm có cuộc tấn công, và nguồn sáng duy nhất phát ra là từ các quả đạn pháo nổ bên trên đồn McHenry, soi rõ lá cờ vẫn tung bay phía trên pháo đài. Cuộc bảo vệ pháo đài đã truyền cảm hứng cho luật sư Francis Scott Key viết một bài thơ mà sau này được phổ nhạc để thành bài Quốc ca Hoa Kỳ "The Star-Spangled Banner" (Lá cờ ánh sao chói lọi).
Không có một hoạt động nào trong chiến dịch Chesapeake được xem là xứng đáng với một huân huy chương của lục quân Anh (Đồn Detroit, Chateauguay, và Chrysler's Farm đã trở thành tên gọi ba loại huân chương trong chiến tranh), nhưng những người tham gia cuộc tấn công Washington đã được Bộ Chiến tranh Anh thưởng tiền. Ngoài ra, tiền thưởng phát sinh từ số chiến lợi phẩm chiếm được từ cuộc viễn chinh sông Patuxent, đồn Washington và Alexandria, trong thời gian từ 22 đến 29 tháng 8 năm 1814 đã được phát trong tháng 11 năm 1817. Ba đại đội thuộc Quân đoàn Thủy quân Lục chiến Thuộc địa cũng nằm trong số những người nhận thưởng. Phần thưởng hạng nhất trị giá 183 bảng, 9 si-linh và 1¾ xu; còn phần thưởng hạng sáu, mà một lính thủy đánh bộ bình thường cũng chắc chắn được nhận, trị giá một bảng 9 si-linh 3½ xu. Đợt thưởng thứ hai và cũng là cuối cùng là vào tháng 5 năm 1819. Phần thưởng hạng nhất trị giá 42 bảng 13 si-linh 10¾ xu; phần thưởng hạng sáu trị giá 9 si-linh 1¾ xu.

#### Maine
Maine, khi đó là một phần của Massachusetts, là một căn cứ cho việc buôn lậu và buôn bán bất hợp pháp giữa Hoa Kỳ và Anh. Cho đến năm 1813 khu vực này nhìn chung vẫn yên tĩnh ngoại trừ các hoạt động cướp biển gần bờ. Tháng 9 năm 1813, đã có một sự kiện hải quân đáng chú ý khi thuyền Enterprise của Hải quân Hoa Kỳ tấn công và bắt được tàu Boxer của Hải quân Hoàng gia Anh ngoài khơi Pemaquid Point.
Đến tháng tháng 9 năm 1814, từ căn cứ ở Halifax, Nova Scotia, John Coape Sherbrooke đã dẫn 500 quân Anh tiến hành "cuộc viễn chinh Penobscot". Trong 26 ngày, ông đã đột kích và cướp phá các thành phố Hampden, Bangor, và Machias, phá hủy hoặc thu giữ 17 tàu Hoa Kỳ. Ông cũng đã chiến thắng trong trận Hampden (mất hai người bị giết trong khi Hoa Kỳ có một người chết) và chiếm đóng làng Castine trong suốt phần còn lại của chiến tranh. Hiệp ước Ghent đã trả lãnh thổ này lại cho Hoa Kỳ. Người Anh còn ở lại cho đến tháng 4 năm 1815, trong thời gian đó họ đã thu được 10.750 bảng Anh tiền thuế tại Castine. Số tiền này, được gọi là "Quỹ Castine", đã được dùng để thành lập Trường Đại học Dalhousie ở Halifax, Nova Scotia.

### Mặt trận Ngũ Đại Hồ và các vùng Lãnh thổ phía Tây

#### Thượng và Hạ Canada, 1812

Bản đồ chiến trường Canada năm 1812

Các nhà lãnh đạo Hoa Kỳ tin rằng sẽ có thể dễ dàng tràn ngập Canada. Cựu Tổng thống Thomas Jefferson lạc quan gọi cuộc chinh phục Canada là "một vấn đề hành quân". Có nhiều người Mỹ đã di cư đến Thượng Canada sau cuộc Chiến tranh Cách mạng mà chính phủ Hoa Kỳ cho rằng sẽ nhận được sự ủng hộ của họ, nhưng thực tế lại không phải như vậy. Tại Thượng Canada trước chiến tranh, tướng Prévost đối mặt với tình hình bất ổn nên đã phải thu mua nhiều đồ dùng lương thực dự trữ cho quân đội từ phía người Mỹ. Quan hệ thương mại đặc biệt này vẫn được tiếp tục trong suốt cuộc chiến bất chấp một nỗ lực sớm thất bại của chính phủ Hoa Kỳ nhằm ngăn chặn nó. Ở vùng Hạ Canada có đông dân hơn nhiều, nước Anh được hỗ trợ từ các tầng lớp người Anh có lòng trung thành mạnh mẽ với Đế quốc, và từ các tầng lớp người Pháp, vốn lo sợ cuộc chinh phục của Hoa Kỳ sẽ phá hoại trật tự cũ bằng việc du nhập đạo Tin lành, sự Anh hóa, nền dân chủ cộng hoà và chủ nghĩa tư bản thương mại; và làm suy yếu Giáo hội Công giáo. Dân định cư người Pháp thì lo ngại bị mất khu vực đất đai tốt vốn đang bị thu hẹp vào tay để những người nhập cư có thể sẽ đến của Hoa Kỳ.
Trong các năm 1812-1813, kinh nghiệm quân sự của Anh đã đánh bại giới chỉ huy thiếu kinh nghiệm trận mạc của Hoa Kỳ. Điều kiện địa lý đã quyết rằng các hoạt động quân sự sẽ diễn ra ở phía tây: chủ yếu là xung quanh hồ Erie, gần sông Niagara nằm giữa hồ Erie và hồ Ontario, và gần khu vực sông Saint Lawrence và hồ Champlain. Đây là trọng tâm của các cuộc tấn công ba mũi nhọn của Hoa Kỳ trong năm 1812. Mặc dù nếu cắt đứt được sông St Lawrence bằng cách chiếm lấy Montreal và Quebec thì sẽ có thể khiến người Anh không thể bảo đảm quyền kiểm soát tại Bắc Mỹ, nhưng Hoa Kỳ lại bắt đầu chiến dịch đầu tiên tại biên giới phía tây do tâm lý phổ biến là cuộc chiến tranh phải diễn ra tại đó, nơi có những người Anh đã bán vũ khí cho người da đỏ chống lại những người định cư.
Người Anh đã sớm giành được một thắng lợi quan trọng, nhờ lực lượng của họ tại đảo St Joseph trên hồ Huron đã được biết về việc tuyên chiến trước quân đồn trú Hoa Kỳ đóng gần đó tại một trạm buôn bán quan trọng trên đảo Mackinac, Michigan. Một lực lượng hỗn hợp đã đổ bộ lên đảo vào ngày 17 tháng 7 năm 1812 và đặt một khẩu đại bác hướng vào đồn Mackinac. Sau khi người Anh khai hỏa phát đại bác đầu tiên, quân Hoa Kỳ vì quá bất ngờ nên đã đầu hàng. Chiến thắng sớm sủa này đã khích lệ dân bản địa, và họ đã di chuyển với một số lượng lớn để đến giúp người Anh tại Amherstburg.
Quân đội Hoa Kỳ dưới sự chỉ huy của William Hull đã xâm chiếm Canada vào ngày 12 tháng 7, với lực lượng chủ yếu gồm các dân quân không được đào tạo và thiếu kỷ luật. Khi đã tiến vào đất Canada, Hull đã đưa ra một công bố ra lệnh cho tất cả người dân Anh phải đầu hàng, hoặc là "những kinh hoàng và tai họa của chiến tranh sẽ đến trước các bạn". Ông ta cũng đe dọa sẽ giết bất kỳ tù nhân Anh ào bị bắt khi chiến đấu bên cạnh người bản xứ. Công bố này đã làm mạnh mẽ thêm sự kháng cự trước các cuộc tấn công của Hoa Kỳ. Quân đội của Hull quá yếu kém về pháo binh và được tiếp tế quá tồi tệ để có thể giành được những mục tiêu của mình, và đã phải chiến đấu chỉ để duy trì các tuyến liên lạc.

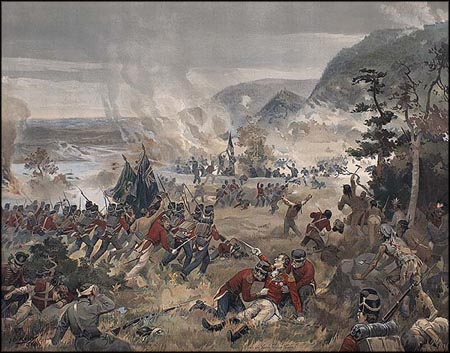
Cái chết của Isaac Brock trong trận Queenston Heights.

Sĩ quan cao cấp của Anh ở Thượng Canada, thiếu tướng Isaac Brock, cảm thấy rằng ông ta cần phải thực hiện các biện pháp táo bạo để trấn an người dân định cư tại Canada, và để thuyết phục người bản địa - những người mà ông ta rất cần để có thể bảo vệ khu vực này - là nước Anh rất mạnh. Ông ta hành quân nhanh chóng đến Amherstburg ở gần mép cuối phía tây hồ Erie với lực lượng tiếp viện và ngay lập tức quyết định tấn công Detroit. Hull, lo ngại rằng người Anh có quân số áp đảo và rằng người da đỏ thuộc lực lượng của Brock sẽ tiến hành cuộc thảm sát nếu chiến sự bắt đầu, nên đầu hàng mà không hề kháng cự tại Detroit vào ngày 16 tháng 8. Biết tin về những cuộc tấn công của dân bản địa do sự xúi giục của Anh tại các nơi khác, Hull đã ra lệnh di tản các cư dân của đồn Dearborn (Chicago) đến đồn Wayne. Sau đoạn đường an toàn lúc đầu, các cư dân này (gồm cả binh lính và thường dân) đã bị người Potawatomi tấn công ngày 15 tháng 8 sau khi mới chỉ đi được có 2 dặm (3,2 km) trong Trận đồn Dearborn. Đồn này sau đó đã bị đốt cháy.
Brock đã nhanh chóng đưa quân sang mép phía đông hồ Erie, nới mà tướng Hoa Kỳ Stephen Van Rensselaer đang chuẩn bị cho cuộc xâm lược thứ hai vào Canada. Một hiệp định đình chiến (được Prévost sắp xếp với hy vọng việc nước Anh bãi bỏ các Chỉ thị Hội đồng mà Hoa Kỳ phản đối sẽ có thể dẫn đến hòa bình) được ký đã ngăn cản việc Brock xâm nhập lãnh thổ Hoa Kỳ. Khi hiệp định đình chiến hết hạn, Hoa Kỳ cố gắng tấn công vượt qua sông Niagara vào ngày 13 tháng 10, nhưng đã bị thất bại tan tành tại Queenston Heights. Không may cho Anh là tướng Brock lại bị chết trận. Trong khi trình độ quân sự của các lực lượng Hoa Kỳ được cải thiện cho đến tận khi chiến tranh kết thúc, thì bộ phận chỉ huy Anh lại bị suy yếu sau cái chết của Brock. Một nỗ lực cuối cùng trong năm 1812 của tướng Hoa Kỳ Henry Dearborn nhằm tiến lên phía bắc từ hồ Champlain cũng bị thất bại khi lực lượng dân quân của ông từ chối việc phải tiến ra ngoài lãnh thổ Hoa Kỳ.
Trái ngược với dân quân của Mỹ, dân quân Canada có biểu hiện rất xuất sắc. Những người Canada gốc Pháp thấy khó chịu trước thái độ chống Công giáo của phần lớn người Hoa Kỳ, cùng với những người trung thành với Đế quốc Anh mà đã chiến đấu cho nước Anh trong Chiến tranh Cách mạng, đã phản đối mạnh mẽ cuộc xâm lược của Hoa Kỳ. Mặc dù vậy, có nhiều người ở Thượng Canada là dân định cư mới đến từ Hoa Kỳ và họ không có lòng trung thành rõ rệt với nước Anh. Tuy nhiên, dù có tại đây một số người thông cảm với đội quân xâm chiếm, thì các lực lượng Hoa Kỳ vẫn bị phản đối mạnh mẽ từ những người trung thành với Đế quốc.

#### Tây Bắc Hoa Kỳ, 1813

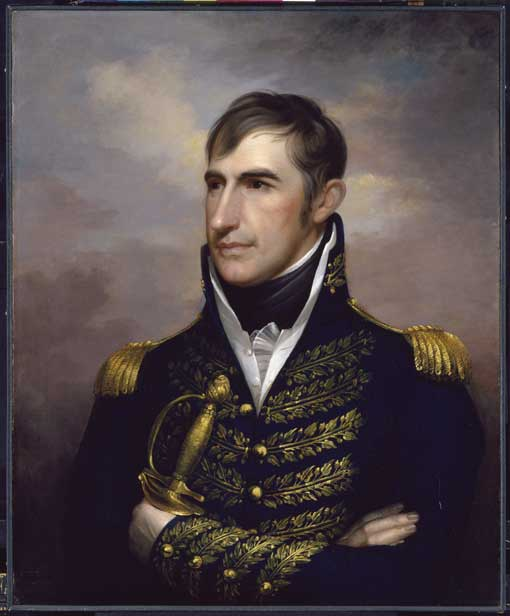
Tướng William H. Harrison.

Sau khi Hull đầu hàng tại Detroit, tướng William Henry Harrison đã cử làm tư lệnh Binh đoàn Tây Bắc của Hoa Kỳ. Ông liền bắt đầu tiến hành chiếm lại thành phố, nay được phòng thủ bởi lực lượng kết hợp của đại tá Henry Procter và Tecumseh. Thế nhưng một bộ phận quân đội của Harrison đã bị đánh bại tại Frenchtown dọc sông Raisin vào ngày 22 tháng 1 năm 1813. Procter để các tù binh lại cho đội một quân canh gác không thích đáng, và họ đã không thể ngăn chặn một số đồng minh bản địa Bắc Mỹ của mình tấn công và giết chết khoảng 60 người Hoa Kỳ, nhiều người trong số đó là dân quân Kentucky. Sự việc trên đã trở nên nổi tiếng với cái tên Vụ thảm sát sông Raisin. Thất bại này đã kết thúc chiến dịch tấn công Detroit của Harrison, và cụm từ "Hãy nhớ sông Raisin!" đã trở thành một khẩu hiệu tập hợp người Hoa Kỳ lại với nhau.

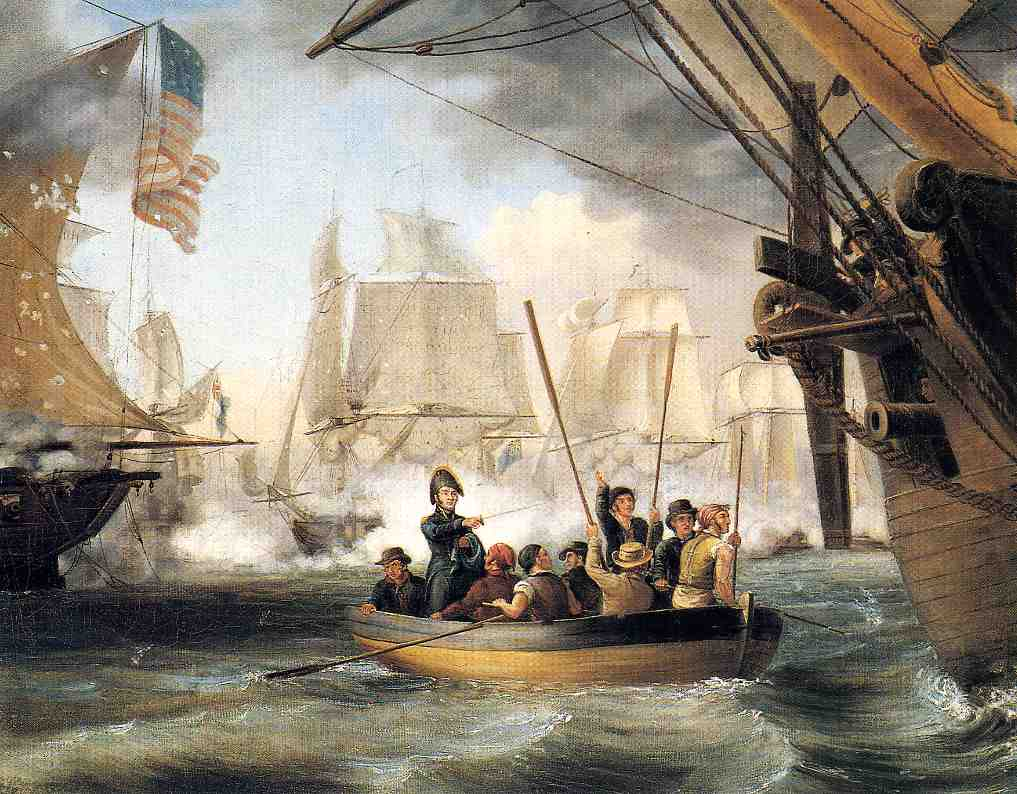
Trận hồ Erie

Vào tháng 5 năm 1813, Procter và Tecumseh tiến hành bao vây đồn Meigs ở bắc Ohio. Quân tiếp viện Hoa Kỳ đến giải vây đã bị người bản địa đánh bại, nhưng đồn vẫn kiên trì cố thủ. Những người da đỏ cuối cùng đã bắt đầu phân tán, buộc Procter và Tecumseh phải trở về Canada. Một cuộc tấn công thứ hai vào đồn Meigs cũng bị thất bại trong tháng 7. Trong một nỗ lực để nâng cao tinh thần người da đỏ, Procter và Tecumseh đã cố gắng đánh chiếm đồn Stephenson, một đồn nhỏ của Hoa Kỳ trên sông Sandusky, nhưng đã bị đẩy lùi với thiệt hại nặng nề, đánh dấu mốc kết thúc của chiến dịch Ohio.
Trên hồ Erie, tư lệnh Hoa Kỳ Oliver Hazard Perry đã chiến thắng trong trận hồ Erie vào ngày 10 tháng 9 năm 1813. Sau trận này, Oliver Hazard Perry đã gửi thư cho William Henry Harrison, bức thư bắt đầu bằng một trong những câu nói nổi tiếng nhất trong lịch sử quân sự của Hoa Kỳ:
| “ | "Chúng tôi đã chạm mặt kẻ thù và chúng là của chúng tôi." | ” |

Thắng lợi quyết định này của Perry đã bảo đảm kiểm soát hồ này cho Hoa Kỳ, cải thiện tinh thần chiến đấu của người Hoa Kỳ sau một loạt những thất bại, và buộc người Anh phải rút khỏi Detroit. Điều đó mở đường cho tướng Harrison mở một cuộc tấn công khác vào Thượng Canada, mà đỉnh cao là chiến thắng của Hoa Kỳ trong trận sông Thames vào ngày 5 tháng 10 năm 1813, tại đó Tecumseh đã bị giết chết. Cái chết của Tecumseh đã kết thúc hoàn toàn mối giữa người Mỹ bản địa với người Anh trong khu vực Detroit. Việc Hoa Kỳ kiểm soát hồ Erie đồng nghĩa với việc người Anh không thể tiếp tục cung cấp những hàng hóa quân nhu thiết yếu cho các đồng minh bản địa, và là nguyên nhân khiến cho họ từ bỏ cuộc chiến. Hoa Kỳ đã tiếp tục kiểm soát khu vực này cho đến hết cuộc chiến.

#### Biên giới Niagara, 1813

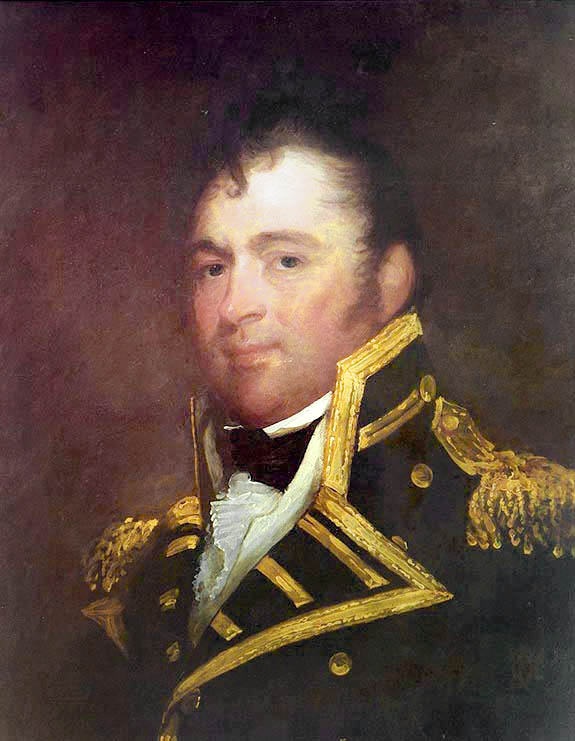
Isaac Chauncey

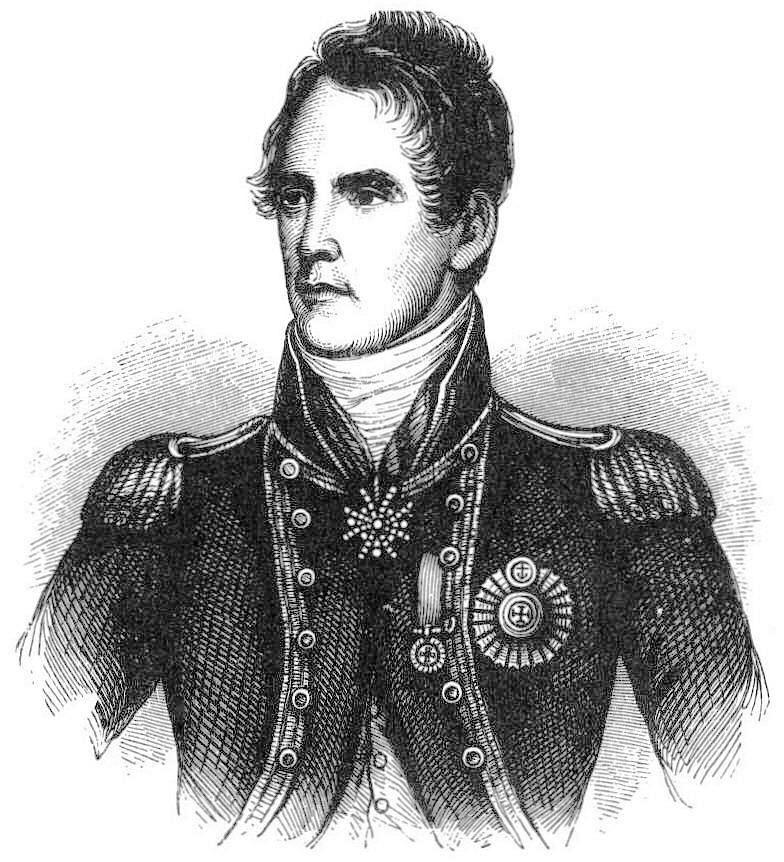
James L. Yeo

Do những khó khăn của việc liên lạc truyền tin trên bộ, nên việc kiểm soát Ngũ Đại Hồ và hành lang sông St Lawrence là rất quan trọng. Khi cuộc chiến bắt đầu, người Anh đã có một đội tàu chiến nhỏ trên hồ Ontario và giành được lợi thế ban đầu. Để khắc phục tình trạng này, Hoa Kỳ đã cho mở một xưởng đóng tàu Hải quân ở cảng Sacketts, New York. Phó Đề đốc Isaac Chauncey chịu trách nhiệm phụ trách một số lượng lớn các thủy thủ và thợ đóng tàu được gửi đến từ New York; và họ đã hoàn thành chiếc tàu chiến thứ hai được đóng tại đây chỉ trong 45 ngày. Tổng cộng, có 3.000 người làm việc trong xưởng đóng tàu, sản xuất được 11 tàu chiến cùng nhiều tàu và tàu vận tải khác nhỏ hơn.
Sau khi giành lại được lợi thế nhờ vào chương trình đóng tàu nhanh chóng của mình, ngày 27 tháng 4 năm 1813, Chauncey và Dearborn đã tấn công thành phố York (nay là Toronto), thủ phủ của Thượng Canada. Trận York là một chiến thắng đầy tai tiếng của Hoa Kỳ, vì tại đó họ đã cướp bóc và đốt phá các tòa nhà Chính phủ cùng với một thư viện. Tuy nhiên Hoa Kỳ đã không chiếm được thành phố Kingston có giá trị chiến lược nhiều hơn đối với việc tiếp tế và liên lạc dọc theo sông St Lawrence của Anh, và vì thế hải quân của họ không thể kiểm soát một cách hiệu quả hồ Ontario hay cắt đứt tuyến tiếp tế từ Hạ Canada của đối phương.
Ngày 27 tháng 5 năm 1813, một lực lượng đổ bộ Hoa Kỳ từ hồ Ontario đã tấn công đồn George tại đoạn cuối phía bắc sông Niagara và chiếm được nó mà không phải chịu thiệt hại nào nghiêm trọng. Tuy nhiên họ không truy kích đối phương rút lui, giúp cho phần lớn quân Anh chạy thoát được và sau đó tổ chức một cuộc phản công trong trận Stoney Creek ngày 5 tháng 6. Đến 24 tháng 6, nhờ có lời cảnh báo trước của một người trung thành với Đế quốc là Laura Secord mà lực lượng nhỏ hơn của Anh và người bản địa đã bức hàng được một đội quân khác của Hoa Kỳ trong trận Beaver Dams, đặt dấu chấm hết cho cuộc tấn công vào Thượng Canada. Trong khi ấy, vào ngày 28 tháng 5 năm 1813, Phó đề đốc James Lucas Yeo, người phụ trách các tàu của Anh trong khu vực hồ đã mở một cuộc phản công, nhưng rồi lại bị đẩy lùi trong trận Sackett's Harbor thứ hai. Sau đó, các đội tàu của Chauncey và Yeo còn giao chiến thêm hai trận bất phân thắng bại, và không bên nào giành được cho mình một thắng lợi quyết định.
Cuối năm 1813, người Hoa Kỳ đã rút bỏ vùng lãnh thổ Canada mà họ chiếm được quanh đồn George. Họ đã thiêu cháy ngôi làng Newark (nay là Niagara bên hồ) vào ngày 15 tháng 12 năm 1813. Người Canada cùng giới chính trị cầm quyền đã nổi giận trước việc có nhiều người dân mất nhà cửa không nơi nương tựa, đã bị lạnh đến chết vì tuyết. Kết quả là quân Anh đã trả thù bằng việc đánh chiếm đồn Niagara ngày 18 tháng 12. Sáng sớm hôm sau, ngày 19, quân Anh và các đồng minh bản xứ đã tràn vào thị trấn Lewiston ở gần đó, đốt cháy nhiều nhà cửa và kiến trúc đồng thời giết hại nhiều dân thường. Khi quân Anh đuổi theo những người dân còn sống ở bên ngoài thị trấn, một lực lượng nhỏ dân bản địa tộc Tuscarora đã can thiệp vào và chặn đứng cuộc truy đuổi, giúp người dân có đủ thời gian chạy thoát về khu vực an toàn. Điều đáng chú ý ở đây là dân Tuscarora đã bảo vệ người Hoa Kỳ trước những người anh em tộc Iroquois và Mohawks của họ, vốn đứng về phía người Anh. Sau đó, quân Anh còn tấn công và phóng hỏa thành phố Buffalo vào ngày 30 tháng 12 năm 1813.
Trong năm 1814, cuộc tranh giành hồ Ontario đã chuyển thành một cuộc chạy đua trong việc đóng tàu. Cuối cùng, đến cuối năm đó, Yeo đã đóng xong chiếc HMS St Lawrence, một tàu chiến tuyến hạng nhất, được trang bị 112 khẩu đại bác có ưu thế hơn các tàu của Hoa Kỳ. Thế nhưng chiếc tàu này đã không hề đánh trận nào cho đến hết chiến tranh. Cuối cùng, cuộc chiến trên hồ Ontario đã kết thúc bất phân thắng bại.

#### St Lawrence và Hạ Canada, 1813

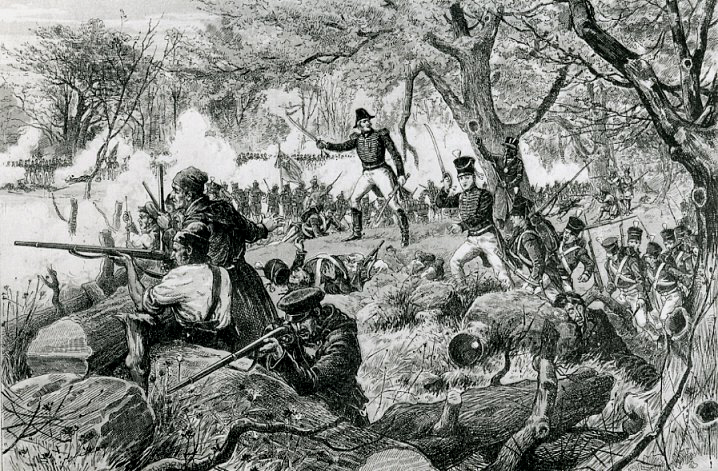
Trận Chateauguay, tranh thạch bản của Henri Julien (1852-1908).

Khu vực nhiều nguy hiểm nhất của người Anh là tại sông St Lawrence, ở đoạn sông tạo thành biên giới giữa Thượng Canada và Hoa Kỳ. Trong những ngày đầu của chiến tranh, vẫn có những hoạt động thương mại bất hợp pháp qua lại giữa hai bờ con sông. Trong mùa đông 1812-1813, Hoa Kỳ đã phát động một loạt các cuộc đột kích xuất phát từ Ogdensburg bên bờ sông phần lãnh thổ Hoa Kỳ, gây cản trở cho việc giao thông tiếp tế của Anh trên sông. Ngày 21 tháng 2, George Prévost đã hành quân qua thị trấn Prescott nằm bên bờ đối diện, mang theo lực lượng tiếp viện cho Thượng Canada. Khi ông rời đi ngày hôm sau, lực lượng tiếp viện đã cùng với dân quân địa phương đã phát động tấn công Ogdensburg. Trong trận này, quân Hoa Kỳ đã buộc phải rút lui. Suốt thời gian còn lại trong năm đó, tại Ogdensburg không hề có quân Hoa Kỳ đồn trú, và nhiều người cư dân Ogdensburg đã liên lạc và trao đổi buôn bán trở lại với thị trấn Prescott. Chiến thắng này của Anh đã quét sạch đội quân chính quy cuối cùng của Hoa Kỳ ra khỏi biên giới Thượng St Lawrence và giúp đảm bảo mối liên lạc của người Anh nối với Montreal.
Cuối năm 1813, sau nhiều lần tranh cãi, người Hoa Kỳ đã mở hai cuộc công kích về phía Montreal. Kế hoạch cuối cùng được thống nhất là cho thiếu tướng Wade Hampton tiến quân lên phía bắc từ hồ Champlain để hợp nhất với lực lượng sẽ xuống thuyền từ cảng Sackett trên hồ Ontario để tiến vào sông St Lawrence dưới quyền tướng James Wilkinson. Điều kiện đường sá tồi tệ và các vấn đề tiếp tế đã làm chậm bước Hampton. Và Hampton lại có mối ác cảm với Wilkinson, nên không hào hứng với việc hỗ trợ cho kế hoạch của ông ta. Ngày 25 tháng 10, lực lượng 4.000 người của Hampton đã bị thất bại tại sông Chateauguay trước đội quân nhỏ hơn của lực lượng hỗn hợp người Pháp-Voltigeurs người Canada và người Mohawk dưới quyền tướng Charles de Salaberry. Lực lượng của Wilkinson có 8.000 quân khởi hành ngày 17 tháng 10, nhưng cũng bị thời tiết xấu làm cản trở. Sau khi hay tin Hampton bị chặn đứng, và đang bị một đội quân Anh dưới quyền đại úy William Mulcaster và trung tá Joseph Wanton Morrison truy kích, nên đến ngày 10 tháng 11, Wilkinson đã buộc phải đổ bộ gần Morrisburg, cách Montreal khoảng 150 km. Ngày 11 tháng 11, hậu quân của Wilkinson, ước chừng 2.500 người, đã tấn công lực lượng 800 người của Morrison tại đồn điền Crysler nhưng bị đẩy lui với tổn thất nặng nề. Sau khi biết rằng Hampton không thể mở lại cuộc tiến công, Wilkinson đã rút lui về Hoa Kỳ và cho quân nghỉ ngơi trong 3 tháng mùa đông. Ông ta đã từ chức chỉ huy sau một cuộc tấn công thất bại khác vào một tiền đồn quân Anh ở Lacolle Mills.

#### Các chiến dịch Niagara và Plattsburgh, 1814

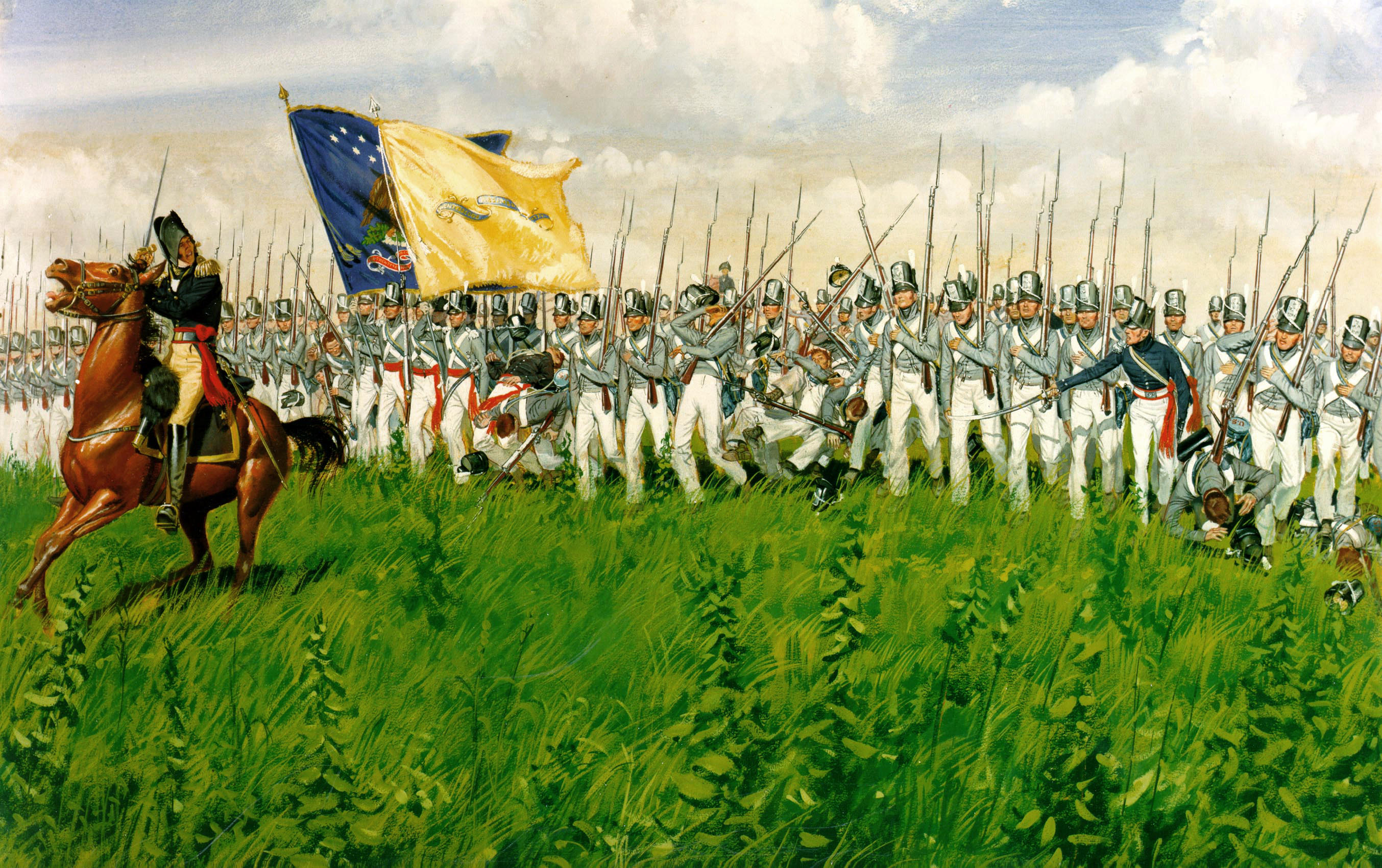
Trận Chippewa.

Đến giữa năm 1814, giới tướng lĩnh Hoa Kỳ, trong đó có các thiếu tướng Jacob Brown và Winfield Scott, đã cải thiện mạnh mẽ khả năng chiến đấu và kỷ luật của quân đội. Họ đã mở một cuộc tấn công mới trên bán đảo Niagara và nhanh chóng chiếm được đồn Erie. Winfield Scott tiếp đó lại giành thêm một chiến thắng trước một lực lượng yếu hơn của Anh trong trận Chippawa ngày 5 tháng 7. Một nỗ lực khác nhằm tiến quân xa hơn nữa đã kết thúc bằng một trận đánh ác liệt nhưng bất phân thắng bại tại Lundy's Lane vào ngày 25 tháng 7. Quân Hoa Kỳ bị áp đảo về số lượng đã phải rút nhưng vẫn cố cầm cự được trong cuộc vây hãm kéo dài tại đồn Erie. Quân Anh bị tổn thất nặng nề trong một cuộc tấn công thất bại và bị suy yếu do thời tiết và sự thiếu hụt tiếp tế cho các trận tuyến bao vây của họ. Cuối cùng, người Anh đã từ bỏ cuộc bao vây, nhưng Thiếu tướng Hoa Kỳ George Izard, lúc này đã tiếp nhận quyền chỉ huy mặt trận Niagara, không toàn lực truy kích. Quân Hoa Kỳ bị thiếu lương thực sự trữ, nên cuối cùng đã phá hủy đồn rồi rút lui qua sông Niagara.
Trong khi đó, sau sự thoái vị của Napoleon, 15.000 binh lính Anh đã được điều đến Bắc Mỹ, dưới quyền chỉ huy của 4 viên tư lệnh lữ đoàn có năng lực nhất của Wellington. Non nửa trong số đó là các cựu binh của Chiến tranh Bán đảo và phần còn lại là các đơn vị đồn trú. Prévost đã được lệnh phải vô hiệu hóa sức mạnh của người Hoa Kỳ trên Ngũ Đại Hồ bằng cách thiêu hủy cảng Sackets, giành lấy quyền kiểm soát hải quân tại hồ Erie, hồ Ontario và các hồ vùng Thượng; đồng thời bảo vệ Hạ Canada khỏi bị tấn công. Ông ta đã bảo vệ được Hạ Canada nhưng mặt khác lại thất bại trong việc đạt được những mục tiêu của mình. Cụ thể đến cuối mùa đó ông đã quyết định xâm chiếm bang New York. Dù có lực lượng áp đảo về quân số so với quân phòng thủ Hoa Kỳ tại Plattsburgh, nhưng vì lo lắng về hai bên sườn nên ông đã quyết định là cần phải kiểm soát hồ Champlain trước. Trên hồ, các đội tàu của Anh do thuyền trưởng George Downie chỉ huy và của Hoa Kỳ do Thomas Macdonough chỉ huy tỏ ra ngang sức hơn.
Khi tiếp cận Plattsburgh, Prévost đã trì hoãn cuộc tấn công cho đến khi Downie đến nơi trên con tàu HMS Confiance có 36 đại bác mới được vội vã hoàn thành. Prévost đã buộc Downie phải tấn công sớm, nhưng sau đó lại không thể tiến hành hỗ trợ quân sự như đã hứa một cách khó hiểu. Downie đã thiệt mạng và lực lượng hải quân của ông đánh bại trong trên vịnh Plattsburgh vào ngày 11 tháng 9 năm 1814. Người Hoa Kỳ bây giờ đã kiểm soát được hồ Champlain, và Theodore Roosevelt sau này gọi đó là "trận hải chiến vĩ đại nhất của cuộc chiến". Quân phòng thủ trên bộ do Alexander Macomb chỉ huy cũng giành thắng lợi. Sau đó, trước sự kinh ngạc của các sĩ quan cấp trên, Prévost đã rút lui, nói rằng sẽ là quá nguy hiểm nếu ở lại trên lãnh thổ đối phương sau khi đã mất đi ưu thế về hải quân. Prévost đã bị triệu hồi về nước và tại London, một tòa án quân sự của hải quân đã phán quyết rằng thất bại này chủ yếu là do Prévost đã thúc giục đội tàu tấn công sớm và sau đó lại không thể tiến hành hỗ trợ bằng các lực lượng trên bộ như đã hứa hẹn. Prévost chết đột ngột ngay trước phiên tòa của mình. Danh tiếng của Prévost còn tiếp tục hạ thấp hơn nữa khi người Canada tuyên bố rằng dân quân của họ dưới quyền Brock đã làm được những công việc mà ông không thành công. Tuy nhiên gần đây, các sử gia đã có cái nhìn thoái mái hơn, không đem ông so sánh với Wellington mà với những đối thủ Hoa Kỳ của ông. Họ cho rằng công tác chuẩn bị của Prévost cho việc bảo vệ Canada bằng những phương tiện bị hạn chế là đầy nghị lực, sáng tạo và toàn diện. Và bất chấp lực lượng chênh lệch, ông cũng đã được mục đích chính của mình trong việc ngăn chặn cuộc tấn công của Hoa Kỳ.

#### Tây Hoa Kỳ, 1813-1814

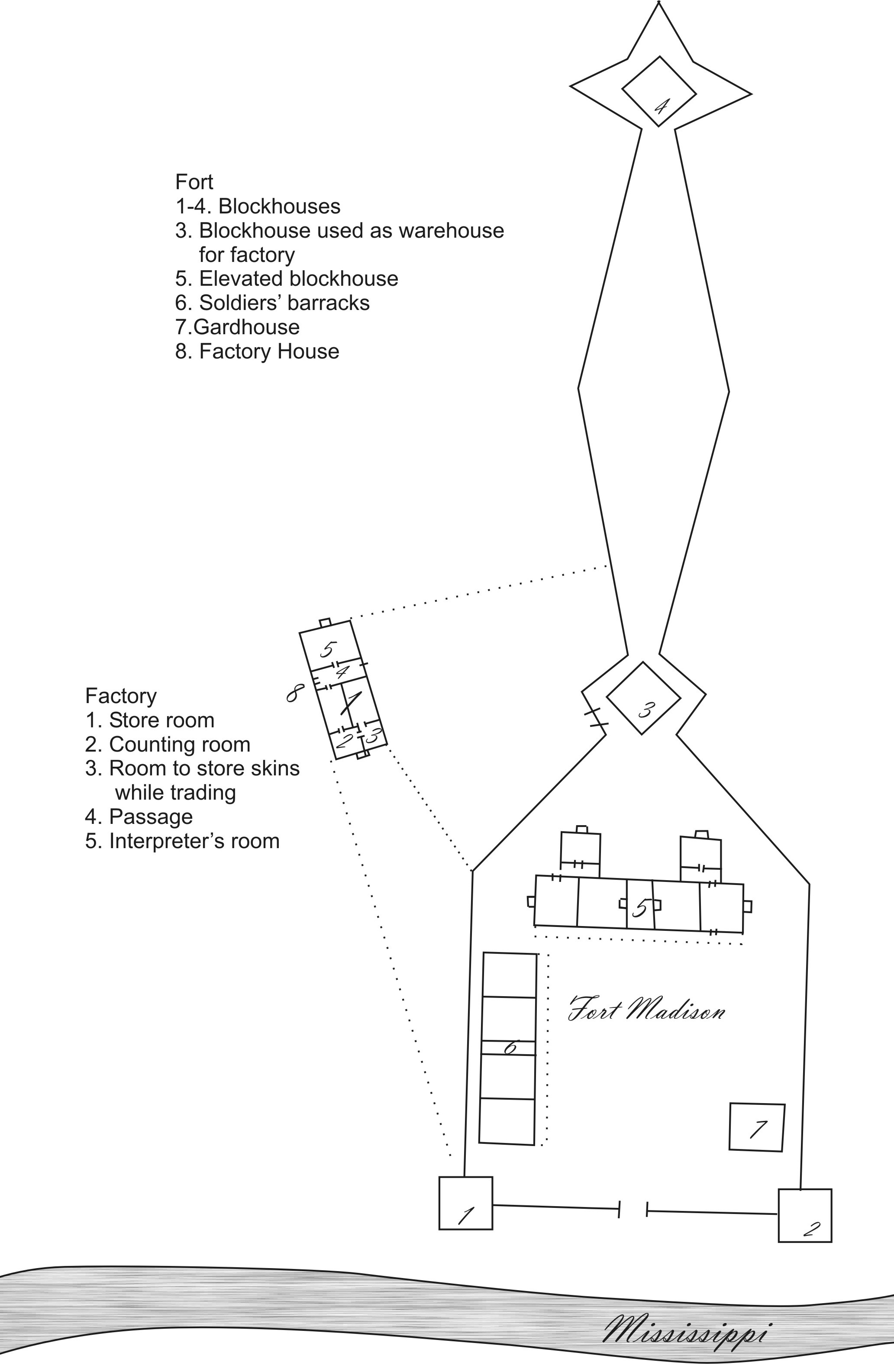
Sơ đồ bố trí đồn Madison vào năm 1810.

Thung lũng sông Mississippi là biên giới phía tây của Hoa Kỳ vào năm 1812. Vùng lãnh thổ có được sau vụ mua bán Louisiana năm 1803 hầu như không bao gồm một vùng đất định cư Hoa Kỳ nào ở tây sông Mississippi ngoại trừ khu lân cận St. Louis, Missouri cùng một vài đồn quân sự và thương mại. Đồn Bellefontaine, một trạm buôn bán cũ đã được chuyển thành đồn quân của Lục quân Hoa Kỳ vào năm 1804, để làm trụ sở địa phương. Đồn Osage được xây dựng năm 1808 bên sông Missouri là tiền đồn xa nhất ở phía tây của Hoa Kỳ, đã bị bỏ trống vào lúc bắt đầu chiến tranh. Đồn Madison, nằm bên sông Mississippi, nay thuộc bang Iowa, cũng được xây dựng trong năm 1808, đã liên tục bị các đồng minh người Sauk của Anh đánh phá kể từ khi bắt đầu được xây. Tháng 9 năm 1813, đồn Madison đã bị bỏ hoang sau khi bị người bản xứ tấn công và bao vây, với sự hỗ trợ của nước Anh. Đây là một trong số ít các trận đánh diễn ra ở tây sông Mississippi. Black Hawk, thủ lĩnh người Sauk, đã đóng vai trò lãnh đạo trong trận này.
Có ít sự kiện đáng chú ý diễn ra tại hồ Huron trong năm 1813, nhưng việc Hoa Kỳ chiến thắng tại hồ Erie và tái chiếm Detroit đã khiến cô lập người Anh tại đây. Trong mùa đông sau đó, một lực lượng Canada dưới sự chỉ huy của trung tá Robert McDouall thiết lập một tuyến đường tiếp tế mới nối từ York đến vịnh Nottawasaga, nằm trên vịnh Georgienne.. Khi đến được đồn Mackinac cùng với hành tiếp tế và quân tăng viện, ông ta đã phái một đội quân viễn chinh đi chiếm lại trạm buôn bán Prairie du Chien ở xa về phía tây. Cuộc vây hãm Prairie du Chien đã kết thúc bằng một chiến thắng của người Anh vào ngày 20 tháng 7 năm 1814..
Đầu tháng 7 năm 1814, Hoa Kỳ đã điều một đội quân gồm 5 tàu xuất phát từ Detroit đi chiếm lại Mackinac. Một lực lượng hỗn hợp quân chính quy và dân quân tình nguyện đã đổ bộ lên đảo vào ngày 4 tháng 8. Quân Hoa Kỳ đã không thử tấn công bất ngờ, và trong trận Mackinac Island ngắn ngủi, họ đã bị người bản xứ phục kích và buộc phải trở lại tàu. Sau đó họ lại phát hiện ra một căn cứ mới tại vịnh Nottawasaga, và trong ngày 13 tháng 8, quân Hoa Kỳ đã phá hủy các công sự cùng một chiếc thuyền buồm được tìm thấy ở đó. Tiếp đó họ trở về Detroit, để lại 2 tàu chiến phong tỏa Mackinac. Ngày 4 tháng 9, những tàu chiến này đã bị tấn công bất ngờ bởi các xuồng và tàu con của đối phương và đã bị bắt giữ. Cuộc chiến trên hồ Huron đã giúp người Anh kiểm soát được đảo Mackinac.
Quân đồn trú Anh tại Prairie du Chien cũng chống trả một cuộc tấn công khác do thiếu tá Zachary Taylor tiến hành. Trên mặt trận cách biệt này, quân Anh giữ được ưu thế cho đến khi chiến tranh kết thúc, nhờ vào lòng trung thành của rất nhiều tộc người bản xứ vốn nhận được từ người Anh hàng hóa và vũ khí. Năm 1814, quân Hoa Kỳ rút lui sau trận Credit Island trên vùng thượng Mississippi đã thử đóng trụ tại đồn Johnson, nhưng rồi đồn này đã sớm bị bỏ hoang giống như hầu hết vị trí khác trên vùng thượng thung lũng Mississippi.
Sau khi người Hoa Kỳ bị đẩy lui ra khỏi vùng thượng Mississippi, họ đóng giữ miền đông Missouri và khu vực St. Louis. Có hai trận đánh đáng kể diễn ra với người Sauk là trận Cote Sans Dessein vào tháng 4 năm 1815 tại cửa sông Osage thuộc lãnh thổ Missouri, và trận Sink Hole vào tháng 5 năm 1815 ở gần đồn Cap au Gris.
Khi ký kết hiệp ước hòa bình, Mackinac và các vùng lãnh thổ bị chiếm khác đều được trở về với Hoa Kỳ. Chiến sự giữa quân Hoa Kỳ với người Sauk và các bộ tộc bản xứ khác vẫn tiếp diễn đến năm 1817, khi mà chiến tranh đã kết thúc ở miền đông.

### Mặt trận miền Nam

#### Chiến tranh Creek
Tháng 3 năm 1814, Jackson đã dẫn đầu một lực lượng dân quân Tennessee, các chiến binh tộc Choctaw, Cherokee, và quân chính quy Hoa Kỳ tiến xuống phía nam tấn công các bộ lạc Creek do thủ lĩnh Menawa chỉ huy. Quân Anh đã cố gắng gửi đồ tiếp tế cho các đồng minh nhưng chúng đã tới quá muộn. Ngày 26 tháng 3, Jackson và tướng John Coffee đã đánh bại hoàn toàn người Creek trong trận Horseshoe Bend, giết chết 800 trong tổng số 1.000 quân Creek đổi lại 49 người chết và 154 người bị thương trong tổng số chừng 2.000 quân Hoa Kỳ và Cherokee. Jackson truy đuổi những người Creek còn sống sót cho đến khi họ đầu hàng. Chiến thắng này đã dẫn đến việc ký kết Hiệp ước Fort Jackson kết thúc cuộc chiến tranh Creek vào ngày 9 tháng 8 năm 1814. Hầu hết các sử gia đều coi cuộc Chiến tranh Creek là một phần của cuộc chiến 1812, vì người Anh có tiến hành hỗ trợ cho nó.

#### New Orleans

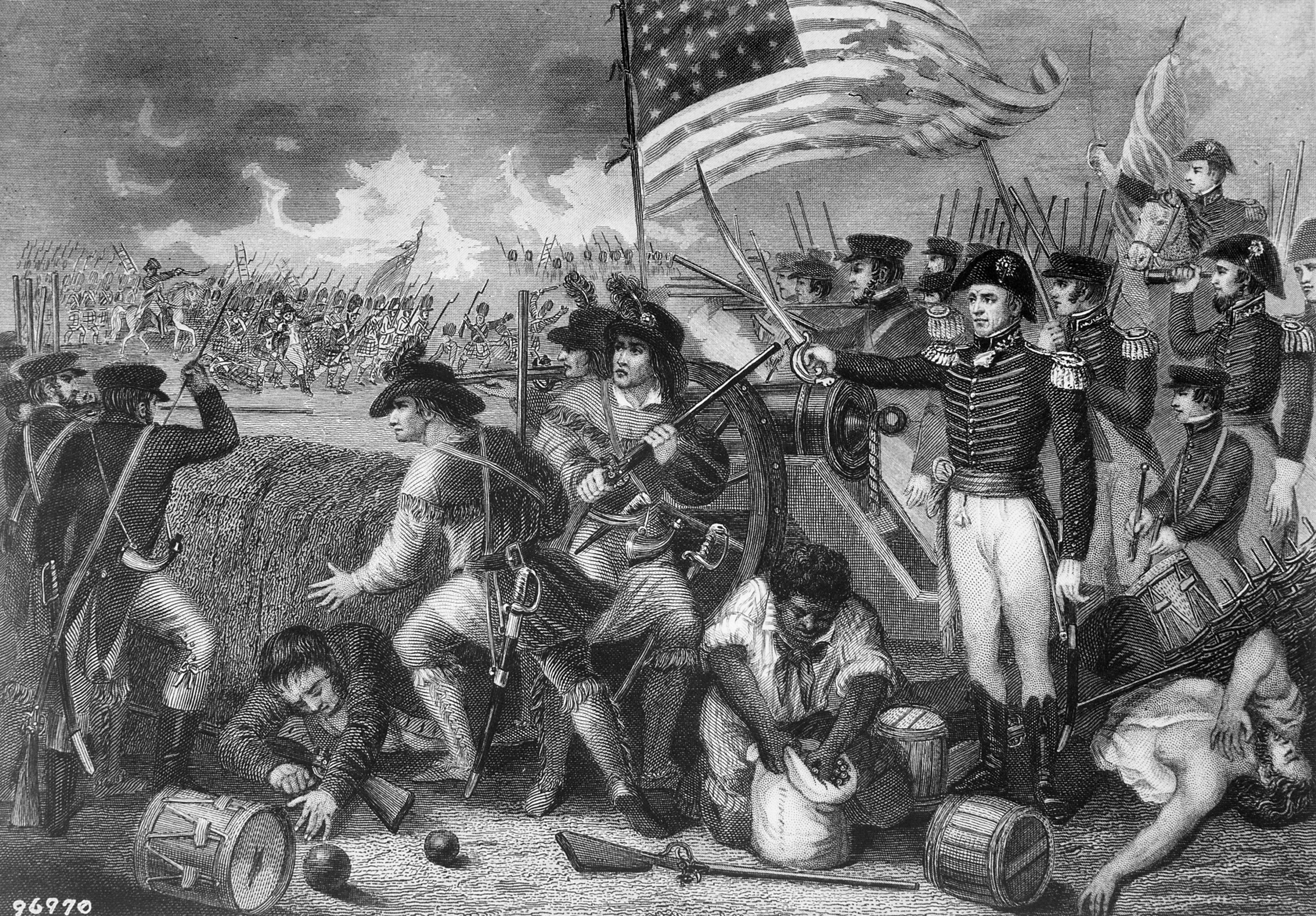
Trận New Orleans

Andrew Jackson đã được nghe báo cáo về việc người Anh đang tổ chức tàu bè và quân đội để tiến hành một cuộc viễn chinh quy mô lớn. Người Anh đã thiết lập một căn cứ tại Pensacola, Florida vào tháng 8 năm 1814; và Jackson đã đem 4.000 quân đến chiếm thị trấn này trong tháng 11. Không hay biết về việc Hiệp ước Ghent đã được ký kết, lực lượng của Andrew Jackson đã tiến về New Orleans, Louisiana vào cuối năm 1814. Với 1.000 quân chính quy và từ 3.000 đến 4.000 dân quân, cướp biển cùng các chiến binh khác, cũng như thường dân và nô lệ được điều đến làm việc tại các công sự, ông ta đã xây dựng được một tuyến phòng thủ mạnh ở phía nam thành phố, cách bờ vịnh 240 km về phía bắc. 8.000 quân chính quy Anh do tướng Edward Pakenham chỉ huy đã tấn công vào ngày 8 tháng 1 năm 1815. Trận New Orleans là một thắng lợi vang dội của Hoa Kỳ, tại đây quân Anh chịu thương vong đến 2.000 người: 291 chết (trong đó có cả Pakenham cùng 2 viên phó chỉ huy), 1262 bị thương, và 484 bị bắt hay mất tích. Hoa Kỳ chỉ thiệt hại 71 người: 13 chết, 39 bị thương, và 19 mất tích. Đây được ca ngợi là một chiến thắng vĩ đại của Hoa Kỳ, và nó đã đưa Jackson trở thành một anh hùng dân tộc, và sau này giúp ông trở thành tổng thống.

#### Alabama
James Wilkinson đã chiếm thành phố Mobile, Alabama từ tay người Tây Ban Nha vào tháng 3 năm 1813, và xây dựng các công sự.
Vào đầu năm 1815 người Anh đã bỏ cuộc tại New Orleans, nhưng lại chuyển sang tấn công Mobile. Trong một trong những hoạt động quân sự cuối cùng của cuộc chiến, 1.000 binh lính Anh đã đánh thắng trận đồn Bowyer vào ngày 12 tháng 2 năm 1815. Ngày hôm sau, khi hay tin về hòa bình đã được ký kết, họ đã rời bỏ đồn và lên thuyền về nước.

#### Chiến sự sau chiến tranh
Tháng 5 năm 1815, một nhóm đồng minh người Sauk của Anh, không biết rằng chiến tranh đã kết thúc mấy tháng trước, đã tấn công một nhóm nhỏ lính Hoa Kỳ ở tây bắc St. Louis. Những cuộc chiến lẻ tẻ, chủ yếu là với người Sauk, vẫn tiếp diễn tại vùng Lãnh thổ Missouri trong năm 1817, mặc dù không rõ là người Sauk tự mình hành động hay là nhân danh người Anh. Nhiều tàu chiến riêng lẻ vẫn tiếp tục chiến đấu trong năm 1815 và là những lực lượng Hoa Kỳ cuối cùng giao chiến với quân đội Anh.

## Hiệp ước Ghent

#### Các nhân tố dẫn đến việc đàm phán hòa bình
Cho đến năm 1814, cả hai bên đều đã có được những mục tiêu chiến tranh chính của mình, và cùng mệt mỏi trước một cuộc chiến bế tắc mà lại không mấy tiến triển. Đôi bên đã điều những phái đoàn đến một địa điểm trung lập tại Ghent, Bỉ để thương lượng. Cuộc đàm phán bắt đầu từ đầu tháng 8 cho đến ngày 24 tháng 12, khi thỏa thuận cuối cùng được ký kết, và nó cần phải được cả hai bên phê chuẩn trước khi có hiệu lực. Trong thời gian chờ đợi, hai bên đều đã lên kế hoạch cho những cuộc tiến công mới.
Năm 1814, Anh đã bắt đầu phong tỏa các cảng của New England, xiết chặt nền ngoại thương của Hoa Kỳ, nhưng cũng làm tổn hại lợi ích thương mại của Anh ở Tây Ấn và Canada vốn phụ thuộc vào nó. New England đã xem xét đến việc ly khai. Mặc dù cướp biển Hoa Kỳ nhận thấy khả năng thành công đã giảm đi rõ rệt vì phần lớn các thuyền buôn Anh giờ đều được hộ tống, nhưng các cuộc lùng bắt vẫn gây rắc rối cho người Anh, vì nó khiến chi phí bảo hiểm tăng cao: mức bảo hiểm cho hàng hoá từ Liverpool (Anh) đến Halifax (Nova Scotia) tăng lên 30%. Tờ báo Morning Chronicle đã phàn nàn về những hoạt động của cướp biển Hoa Kỳ xung quanh hải phận nước Anh: "Chúng ta bị xúc phạm mà chẳng làm gì được cả." Địa chủ Anh ngày càng mệt mỏi vì thuế nặng, giới thương nhân cùng các quyền lợi tại thuộc địa đã kêu gọi chính phủ mở lại quan hệ thương mại với Hoa Kỳ bằng cách chấm dứt chiến tranh. Người Anh chưa thể ăn mừng trọn vẹn chiến thắng vĩ đại ở châu Âu sau khi đánh bại Napoléon Bonaparte chừng nào còn chưa khôi phục được hòa bình ở Bắc Mỹ, đó cũng là điều kiện duy nhất để thuế giảm xuống đến mức có thể chấp nhận được. Áp lực từ giới chủ tàu lên chính phủ nhằm đòi khôi phục hòa bình sau đó còn nhận được sự ủng hộ của giới chủ đất..

#### Cuộc đàm phán và hòa bình

Cuộc đàm phán Ghent.

Anh, trong đó có lực lượng trong khu vực không có người ở gần hồ Superior và hồ Michigan và hai thị trấn của Maine, yêu cầu các nhượng của khu vực rộng lớn, cộng với biến nhất của miền Trung Tây thành khu trung lập cho Indian. Ý kiến công chúng Mỹ bị tổn thương khi Madison công bố nhu cầu, thậm chí cả Liên bang được bây giờ sẵn sàng chiến đấu. Người Anh đã lập kế hoạch ba cuộc xâm lược. Một lực lượng đốt cháy Washington nhưng không bắt Baltimore, và khởi hành đi khi chỉ huy của nó đã bị giết. Tại New York, 10.000 cựu chiến binh người Anh đã hành quân về phía nam cho đến khi một thất bại quyết định trong trận Plattsburgh buộc họ quay trở lại Canada.Latimer 2007, tr. 331,359,365 Không có gì đã được biết về số phận của lực lượng xâm lược lớn thứ ba nhằm chiếm New Orleans và tây nam. Thủ tướng muốn Công tước Wellington chỉ huy tại Canada và cuối cùng giành chiến thắng trong chiến tranh; Wellington nói rằng ông sẽ đi đến Mỹ, nhưng ông tin rằng ông là cần thiết ở châu Âu  Ông cũng nói:
| “ | Tôi nghĩ bạn không có quyền, từ tình trạng chiến tranh, yêu cầu bất kỳ nhượng bộ lãnh thổ từ Mỹ... Bạn đã không thể mang nó vào lãnh thổ của kẻ thù, dù thành công quân sự của mình và bây giờ không thể ngờ được ưu thế quân sự, và thậm chí không xóa lãnh thổ của riêng bạn vào điểm của cuộc tấn công. Bạn có thể không có trong bất kỳ nguyên tắc bình đẳng trong đàm phán tuyên bố một sự chấm dứt của các lãnh thổ ngoại trừ để đổi lấy những lợi ích khác mà bạn có trong quyền lực của bạn... Sau đó, nếu lý luận này là sự thật, tại sao quy định cho các uti possidet? Bạn có thể không có lãnh thổ:. thực sự, tình trạng hoạt động quân sự của bạn, tuy nhiên khấu, không cho phép bạn yêu cầu bất kỳ . | ” |

Thủ tướng Anh, Lord Liverpool, nhận thức của phe đối lập ngày càng tăng để tính thuế thời kỳ chiến tranh và nhu cầu của các thương gia Liverpool và Bristol để mở lại thương mại với Mỹ, Anh nhận ra rằng có ít để đạt được và nhiều để mất từ chiến tranh kéo dài.
Ngày 24 Tháng 12 năm 1814 các nhà ngoại giao ở Ghent ký kết Hiệp ước Ghent. Hiệp ước đã được phê duyệt trong ba ngày kể từ ngày người Anh sau 27 tháng 12  và đến Washington vào ngày 17 tháng 2, nơi nó đã nhanh chóng phê chuẩn và đi vào hiệu lực, vì thế cuối cùng kết thúc chiến tranh. Các điều khoản kêu gọi tất cả các lãnh thổ bị chiếm đóng là để được trả lại, ranh giới trước chiến tranh giữa Canada và Hoa Kỳ sẽ được phục hồi, và Mỹ đã đạt được quyền đánh cá trong vịnh Saint Lawrence.
Các hiệp ước bỏ qua những lời than phiền rằng đã dẫn đến chiến tranh. Khiếu nại của Mỹ sự trưng mộ người da đỏ, cuộc đột kích và phong tỏa đã kết thúc khi nước Anh đã kết thúc chiến tranh với Pháp năm 1814, và đã không được đề cập trong hiệp ước. Các bộ phận của phương Tây Florida đã không được đề cập trong hiệp ước, nhưng vẫn sở hữu vĩnh viễn của Mỹ, bất chấp sự phản đối của Tây Ban Nha . Do đó, chiến tranh kết thúc mà không có thiệt hại đáng kể cho các lãnh thổ bên.
Sự trưng mộ có thể đã trở thành một vấn đề trong quá trình tái xuất hiện của Napoléon trong ngày trăm., mà Anh remanned hạm đội của mình, tuy nhiên, người Anh đã không tìm kiếm tàu Mỹ cho các thủy thủ người Anh tại Liverpool (ngay cả những vị trí quan chức Mỹ thừa nhận rằng họ có quyền làm trong cảng của Anh), và khi William Eustis, Bộ trưởng Mỹ đến Hà Lan, phàn nàn của sự trưng mộ của một thủy thủ người Mỹ ra khỏi một chiếc tàu, thuyền trưởng có trách nhiệm đã được thu hồi để giải thích hành động của mình. Sau sự sụp đổ thứ hai của Napoleon, sự trưng mộ phần lớn là bị bỏ rơi.

## Thiệt hại và bồi thường
Anh tổn thất khoảng 1.600 người chết và 3.679 người bị thương; 3.321 người Anh khác chết vì bệnh. Hoa Kỳ bị thiệt hại khoảng 2.260 người tử trận và 4.505 người bị thương. Trong khi số lượng người Mỹ chết vì bệnh thì không rõ, ước tính khoảng 15.000 chết vì các nguyên nhân trực tiếp liên quan đến chiến tranh. Những con số này không bao gồm các ca tử vong giữa các lực lượng dân quân Canada hoặc trong số các bộ lạc bản địa.
Không có ước lượng chính xác chi phí số tiền đã dùng trong chiến tranh của Mỹ và Anh, nhưng nó đã thêm tổng nợ quốc gia của Anh 25.000.000 £.Tại Mỹ, chi phí khoảng 10.000.000 $. Các khoản nợ quốc gia tăng từ 45.000.000 $ sau năm 1812 đến $ 127,000,000 vào cuối năm 1815.
Ngoài ra, ít nhất 3.000 người Mỹ thoát khỏi cảnh nô lệ vì người Anh đã trả tự do cho họ, giống như họ đã làm trong cuộc chiến tranh Cách mạng Mỹ. Nhiều người khác chỉ đơn giản là nô lệ bỏ trốn trong sự hỗn loạn của chiến tranh và đạt được tự do riêng của họ. Người Anh cung cấp chỗ định cư một số các nô lệ vừa được giải phóng ở Nova Scotia. Bốn trăm freedmen đã được định cư tại New Brunswick  Sau khi được phân xử bởi Sa hoàng Nga Alexander I, Anh đã trả 1.204.960 $ bồi thường thiệt hại cho Washington sau vụ đốt cháy nó năm 1814.

## Hậu quả lâu dài

### Hoa Kỳ
Hoa Kỳ đã đàn áp những người Mỹ bản địa trở về biên giới phía Tây và phía Nam. Các quốc gia cũng đã đạt được một cảm giác tâm lý của sự độc lập hoàn toàn như những người tổ chức của họ "chiến tranh thứ hai của độc lập."  Chủ nghĩa dân tộc đã tăng vọt sau khi chiến thắng trong trận New Orleans. Đảng đối lập liên bang sụp đổ, và kỷ nguyên của Cảm xúc tốt xảy ra sau đó.
Không còn nghi ngờ sự cần thiết cho một Hải quân mạnh, Mỹ đã xây dựng ba tàu Tàu chiến tuyến mới với 74 khẩu súng và hai tàu khu trục mới 44-súng ngay sau khi kết thúc chiến tranh. (tàu khu trục nhỏ khác đã được tiêu huỷ để ngăn chặn nó được bắt giữ trên cổ phiếu)  Năm 1816, Quốc hội Mỹ thông qua thành luật một "Đạo luật cho tăng dần của Hải quân" với chi phí 1.000.000 $ một năm trong tám năm, cho phép 9 tàu của dòng này và 12 tàu khu trục nặng. Các Thuyền trưởng và Commodores của Hải quân Hoa Kỳ đã trở thành anh hùng của thế hệ của họ trong các tấm trang trí Mỹ và bình đựng của Decatur, Hull, Bainbridge, Lawrence, Perry, và Macdonough đã được thực hiện ở Staffordshire, Anh, và tìm thấy một thị trường đã sẵn sàng ở Hoa Kỳ. Ba trong số những anh hùng chiến tranh được sử dụng người nổi tiếng của mình để giành chiến thắng văn phòng quốc gia: Andrew Jackson (bầu làm Tổng thống vào năm 1828 và 1832), Richard Mentor Johnson (bầu làm Phó Tổng thống năm 1836), và William Henry Harrison (bầu làm Tổng thống vào năm 1840).

### Bắc Mỹ thuộc Anh (Canada)
Trận York cho thấy lỗ hổng của Upper và Lower Canada. Trong những năm 1820, công việc bắt đầu vào ngày La Citadelle ở thành phố Quebec là một phòng vệ chống lại Hoa Kỳ; pháo đài vẫn còn là một cơ sở hoạt động của các quân đội Canada. Ngoài ra, công việc bắt đầu vào thành Halifax để bảo vệ chống lại các cuộc tấn công cảng Mỹ. Pháo đài này vẫn còn hoạt động thông qua Thế chiến II.
Từ 1826-1832, kênh đào Rideau đã được xây dựng để cung cấp một đường thủy an toàn từ Bytown (nay Ottawa) để Kingston qua sông Rideau sau đó về phía tây nam qua các kênh tới hồ Ontario, tránh sự thu hẹp của sông St Lawrence, nơi mà tàu có thể được dễ bị pháo của Mỹ. Để bảo vệ phía tây của kênh, người Anh cũng đã xây dựng Fort Henry tại Kingston, bao gồm bốn tháp Martello, mà vẫn hoạt động cho đến năm 1891.

### Các dân tộc bản địa
Những người dân bản địa liên minh với người Anh bị mất nguyên nhân của họ. Anh đề nghị để tạo ra một khu vực "trung lập" ở miền Tây nước Mỹ đã bị từ chối tại hội nghị hòa bình Ghent và không bao giờ lại nổi lên. Sau khi 1814 người bản địa, những người bị mất hầu hết các lãnh thổ thu thập da thú của mình, trở thành một gánh nặng không mong muốn để hoạch định chính sách của Anh hiện đang nhìn vào cho thị trường Hoa Kỳ và nguyên liệu thô. Đại lý của Anh trong lĩnh vực này vẫn tiếp tục gặp gỡ thường xuyên với các đối tác trước đây mẹ đẻ của họ, nhưng họ đã không cung cấp vũ khí hay khuyến khích và không có chiến dịch Ấn Độ để ngăn chặn sự bành trướng của Mỹ tại vùng Trung Tây. Bị bỏ rơi bởi nhà tài trợ mạnh mẽ của họ, Great Lakes-khu vực thổ dân cuối cùng di chuyển hoặc đạt đồng thuận cùng với các cơ quan chức Mỹ và định cư  Trong khu vực Đông Nam, sức đề kháng của Ấn Độ đã bị nghiền nát bởi Tướng Andrew Jackson, Tổng thống (1829-1837), Jackson có hệ thống. loại bỏ các bộ lạc lớn để đặt phòng phía tây của sông Mississippi.

### Bermuda
Bermuda là nơi phòng thủ của lực lượng dân quân và thủy thủ trước khi Hoa Kỳ độc lập, nhưng Hải quân Hoàng gia đã bắt đầu mua lại đất và hoạt động từ đó vào năm 1795, là vị trí của nó đã được thay thế hữu ích cho sự mất mát cảng của Hoa Kỳ. Nó ban đầu được dự định là trụ sở của Bắc Mỹ Phi đội, nhưng chiến tranh đã thấy nó tăng tới một sự nổi bật mới. Khi xây dựng công trình tiến triển trong nửa đầu của thế kỷ, Bermuda đã trở thành thường trực trụ sở hải quân trên vùng biển Tây, nhà ở Hải quân và phục vụ như là một cơ sở và nơi làm tàu. Các đơn vị đồn trú quân sự được xây dựng lên để bảo vệ các cơ sở hải quân, chủ yếu củng cố các quần đảo đó đã được mô tả như là "biển Gibraltar của phương Tây." Quốc phòng cơ sở hạ tầng sẽ vẫn là chân trung tâm của nền kinh tế của Bermuda cho đến sau Thế chiến II.

### Đối với Vương quốc Anh

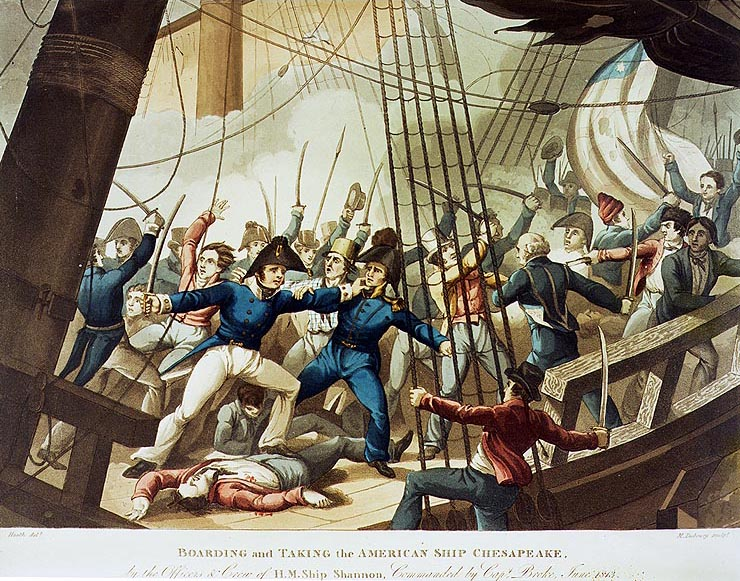

Các trận chiến quy mô lớn đang diễn ra giữa các cuộc xung đột chống lại Đế chế Pháp dưới chỉ huy Napoleon, chưa bao giờ được xem như là nhiều hơn một sân khấu trình diễn sự kiện chính của công chúng Anh  của Anh phong tỏa của thương mại Pháp đã có. được hoàn toàn thành công và Hải quân Hoàng gia đã được chi phối của thế giới hải lý năng lượng (và sẽ vẫn như vậy cho thế kỷ khác). Trong khi các chiến dịch đất đã đóng góp ít, Hải quân Hoàng gia đã bị phá hủy thương mại Mỹ, đóng chai lên của Hải quân Mỹ tại cảng và bị đàn áp nặng nề quyền tư nhân. Hòa bình đã được thường chào đón bởi người Anh mặc dù cả hai bài báo và công văn bày tỏ sự thất vọng ở sự tăng trưởng không được kiểm soát giả của Hoa Kỳ. Tuy nhiên, chính phủ hai nước nhanh chóng nối lại thương mại sau khi kết thúc chiến tranh và qua thời gian, một tình bạn phát triển và lặp đi lặp lại liên minh quân sự vẫn còn cho đến ngày nay